# Хип-хоп
Хип-хоп или хип-хоп-музыка (англ. hip hop music), также известная как рэп-музыка (англ. rap music) и ранее известная как диско-рэп (англ. disco rap) — музыкальный жанр популярной музыки, развитый в США в 1970-х годах афроамериканцами, латиноамериканцами и американцами стран Карибского бассейна, живущими в бедных районах Бронкса в Нью-Йорке. Хип-хоп-музыка состоит из стилизованной ритмичной музыки, которая обычно сопровождается рэпом, ритмичной и рифмованной речью, которую произносят нараспев. Хип-хоп-музыка развивалась как часть хип-хоп-культуры, субкультуры, определяемой четырьмя ключевыми стилистическими элементами: эмсиинг/исполнение рэпа, диджеинг/скретчинг с помощью виниловых проигрывателей, брейк-данс и рисование граффити. Другие элементы включают семплирование битов или басовых линий из записей (или синтезированных битов и звуков) и ритмичный битбокс.
Хотя термин «хип-хоп» часто используется исключительно для обозначения исполнения рэпа, он более точно обозначает практику всей субкультуры.
Термин «хип-хоп-музыка» иногда используется как синоним термина «рэп-музыка», хотя исполнение рэпа не является обязательным компонентом хип-хоп-музыки; жанр может также включать другие элементы хип-хоп-культуры, в том числе диджеинг, тёрнтейблизм, скретчинг, битбокс и инструментальные треки.
Хип-хоп как музыкальный жанр и культура сформировался в 1970-х годах, когда районные вечеринки стали всё более популярными в Нью-Йорке, особенно среди афроамериканской молодёжи, проживающей в Бронксе. На районных вечеринках диджеи играли «брейки» (соло на ударных) популярных песен, используя два виниловых проигрывателя и диджейский микшер, чтобы иметь возможность проигрывать «брейки» из двух копий одной и той же записи, чередуя одну за другой и увеличивая «брейк». Раннее развитие хип-хопа происходило по мере того, как технология семплирования и драм-машины стали широко доступны и приемлемыми по цене. Наряду с «брейками» были разработаны методы тёрнтейблизма, такие как скретчинг и битматчинг, а поверх битов использовались ямайские распевы. Исполнение рэпа развивалось как вокальный стиль, в котором артист говорит или произносит слова нараспев ритмично с помощью инструментального или синтезированного бита.
Хип-хоп-музыка официально не записывалась для воспроизведения на радио или телевидении до 1979 года, в основном из-за бедности во время зарождения жанра и отсутствия признания за пределами районов гетто. Олдскул хип-хоп был первой мейнстримной волной в этом жанре, отмеченной влиянием диско и текстами, ориентированными на вечеринки. 1980-е годы ознаменовали собой диверсификацию хип-хопа, поскольку жанр развил более сложные стили и распространился по всему миру. Ньюскул хип-хоп был второй волной этого жанра, отмеченной электро-звуком, и привёл к золотой эре хип-хопа, новаторскому периоду между серединой 1980-х и серединой 1990-х. В это время приобрёл популярность поджанр гангста-рэп, сосредоточенный на насильственном образе жизни и обнищавших условиях жизни афроамериканской молодёжи в бедных района города. В начале-середине 1990-х в хип-хопе Западного побережья доминировал джи-фанк, в то время как в хип-хопе Восточного побережья доминировал джаз-рэп, альтернативный хип-хоп и хардкор-рэп. В это время хип-хоп продолжал диверсифицироваться с появлением других региональных стилей, таких как южный рэп и хип-хоп Атланты. Хип-хоп стал самым продаваемым жанром в середине 1990-х годов и самым продаваемым музыкальным жанром к 1999 году.
Популярность хип-хоп-музыки сохранялась до конца 1990-х годов — середины 2000-х годов, в так называемую «эру украшений», и хип-хоп повлиял на другие жанры популярной музыки, такие как неосоул, ню-метал и R&B. В США также наблюдался успех региональных стилей, таких как кранк, южный жанр, который подчёркивал биты и музыку больше, чем лирику, и альтернативный хип-хоп, который начал закрепляться в мейнстриме, отчасти благодаря кроссовер-успеху его исполнителей. В конце 2000-х и начале 2010-х, в так называемую «эру блогов», рэперы смогли завоевать популярность с помощью онлайн-способов распространения музыки, таких как социальные сети и блоги, а мейнстрим хип-хоп получил более мелодичное, чувствительное направление после коммерческого упадка гангста-рэпа. Поджанры трэп и мамбл-рэп стали самой популярной формой хип-хопа в середине-конце 2010-х и начале 2020-х годов. В 2017 году рок-музыка уступила хип-хопу место самого популярного жанра в США.

## Этимология

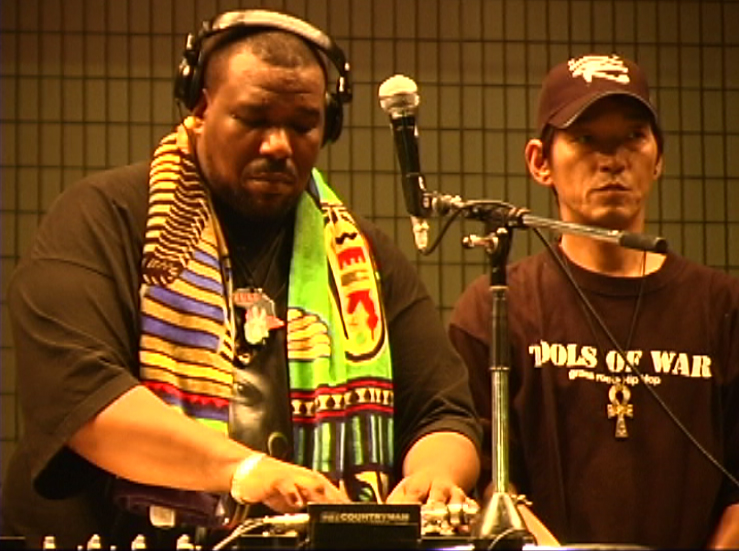
Afrika Bambaataa с DJ Yutaka из Universal Zulu Nation в 2004 году

Слова «хип» и «хоп» имеют давнюю историю ещё до того, как их стали использовать вместе. В 1950-х годах пожилые люди называли подростковые домашние вечеринки «хиппити-хопом» (англ. hippity hops). Создание термина «хип-хоп» часто приписывают Киту Ковбою (англ. Keith Cowboy), рэперу из группы Grandmaster Flash and the Furious Five. Однако, Lovebug Starski, Keith Cowboy и DJ Hollywood использовали термин, когда музыка ещё была известна как диско-рэп. Считается, что Ковбой создал этот термин, когда дразнил друга, который только что вступил в армию США, распевая скэтом слова «хип/хоп/хип/хоп» таким образом, чтобы имитировать ритмичную каденцию марширующих солдат. Позже Ковбой превратил каденцию «хип-хоп» в часть своего сценического выступления. Например, он мог сказать что-то вроде «Я сказал хип-хоп, хиббит, хибби-дибби, хип-хип-хоп, и ты не останавливайся» (англ. I said a hip-hop, a hibbit, hibby-dibby, hip-hip-hop and you don't stop). Это было быстро использовано другими артистами, такими как The Sugarhill Gang в песне «Rapper’s Delight». Основатель Universal Zulu Nation Afrika Bambaataa, также известный как «Крёстный отец», первым использовал этот термин для описания субкультуры, к которой принадлежала музыка; хотя также предполагается, что это был уничижительный термин для описания типа музыки. Этот термин впервые был использован в печати для обозначения музыки репортёром Робертом Флиппингом-младшим в статье для газеты The New Pittsburgh Courier в феврале 1979 года, и для обозначения культуры Майклом Холманом в интервью с Afrika Bambaataa для журнала East Village Eye в январе 1982 года. Термин получил дальнейшее распространение в сентябре того же года в другом интервью Bambaataa для газеты The Village Voice, которое взял Стивен Хагер, позже ставший автором книги 1984 года об истории хип-хопа.
Существуют разногласия по поводу того, могут ли термины «хип-хоп» и «рэп» использоваться как синонимы. Это случается даже среди наиболее знающих хип-хоп-писателей, исполнителей и слушателей. Наиболее распространённое мнение заключается в том, что хип-хоп является культурным движением, которое возникло в Южном Бронксе в Нью-Йорке в 1970-х годах, при этом эмсиинг (или исполнение рэпа) является одним из основных четырёх элементов. Тремя другими важными элементами хип-хопа являются искусство граффити (или аэрозольное искусство), брейк-данс и диджеинг. Рэп-музыка стала самым известным выражением хип-хоп-культуры, в основном в результате того, что она легче всего продаётся на рынке для массовой аудитории.

## Предшественники
Музыкальные элементы, предвосхищающие хип-хоп-музыку, были обнаружены в записях блюза, джаза и ритм-энд-блюза 1950-х годов и более ранних, включая несколько записей Бо Диддли. Альбом Мухаммеда Али 1963 года I Am the Greatest рассматривается некоторыми авторами как ранний образец хип-хопа. Сингл Пигми Маркхэма 1968 года «Here Comes the Judge» является одной из нескольких песен, которые считаются самой ранней хип-хоп-записью. В преддверии хип-хопа были такие артисты, как The Last Poets, выпустившие свой дебютный альбом в 1970 году, и Гил Скотт-Херон, который получил широкую аудиторию благодаря своему треку 1971 года «The Revolution Will Not Be Televised». Эти артисты объединили устную поэзию и музыку, чтобы создать своего рода атмосферу «прото-рэпа».

## 1973—1979: Ранние годы

### Происхождение
Хип-хоп как музыка и культура сформировались в 1970-х годах в Нью-Йорке в результате межкультурного обмена между афроамериканской молодёжью из США и молодыми иммигрантами и детьми иммигрантов из стран Карибского бассейна. Хип-хоп-музыка в зачаточном состоянии была описана как отдушина и голос для бесправной молодёжи из маргинализированных слоёв и районов с низким доходом, поскольку хип-хоп-культура отражала социальные, экономические и политические реалии их жизни. Многие из людей, которые помогли создать хип-хоп-культуру, в том числе DJ Kool Herc, DJ Disco Wiz, Grandmaster Flash и Afrika Bambaataa, были выходцами из Латинской Америки или Карибского бассейна.
Трудно точно определить музыкальные влияния, которые больше всего повлияли на звучание и культуру раннего хип-хопа из-за мультикультурной природы Нью-Йорка. На первых пионеров хип-хопа повлияло сочетание музыки их культур и культур, с которыми они познакомились в результате этнического многообразия в городах США. В 1990-е годы Нью-Йорк испытал сильное влияние ямайского хип-хопа. Это влияние было вызвано культурными сдвигами, в частности, в связи с возросшей иммиграцией ямайцев в Нью-Йорк и родившихся в Америке ямайских молодых людей, которые достигли совершеннолетия в 1990-х годах.

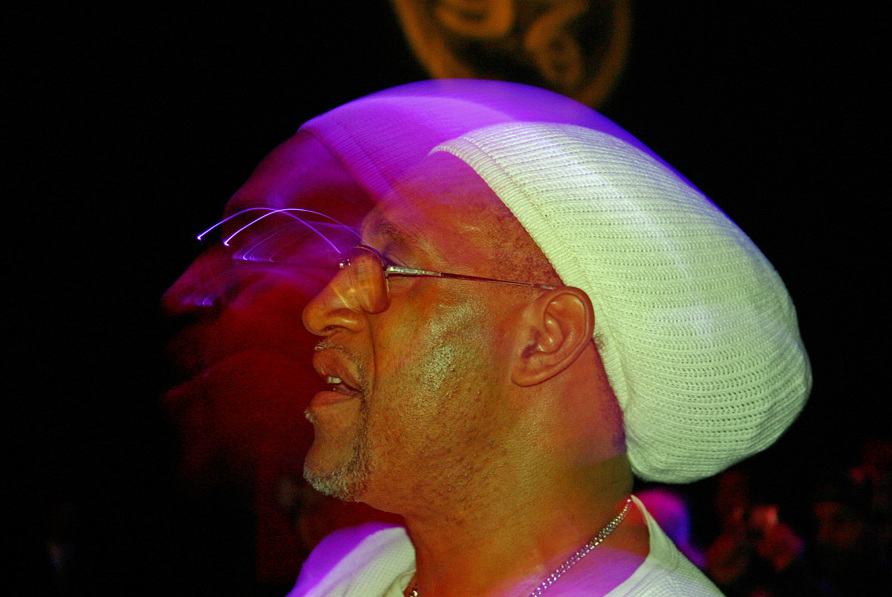
DJ Kool Herc, ямайский диджей, признан одним из первых хип-хоп-диджеев и артистов. Некоторые считают, что официальное возникновение хип-хоп-музыки произошло на его вечеринке 1973 года под названием «Back to School Jam»

В 1970-е годы районные вечеринки становились всё более популярными в Нью-Йорке, особенно среди афроамериканской, карибской и латиноамериканской молодёжи, проживавшей в Бронксе. На районных вечеринках выступали диджеи, игравшие популярные музыкальные жанры, особенно фанк и соул. Из-за положительного приёма диджеи начали выделять «брейки» (соло на ударных) популярных песен. Эта техника была распространена в ямайской даб-музыке, и в значительной степени была представлена в Нью-Йорке иммигрантами из Карибского бассейна, включая DJ Kool Herc, одного из пионеров хип-хопа.
Поскольку перкуссионные брейки в записях фанка, соула и диско обычно были короткими, Герк и другие диджеи начали использовать два виниловых проигрывателя, чтобы продлить брейки. Герк создал основу для хип-хоп-музыки и культуры, опираясь на ямайскую традицию импровизированных произношений слов нараспев, разговорный тип хвастливой поэзии и речи поверх музыки. 11 августа 1973 года DJ Kool Herc был диджеем на вечеринке своей сестры по случаю возвращения в школу. Он расширил ритм записи, используя два проигрывателя, выделив перкуссионные «брейки» с помощью микшера для переключения между двумя записями. Эксперименты Герка по созданию музыки на проигрывателях стали тем, что мы теперь называем брейкингом или «скретчингом».
Второй ключевой музыкальный элемент в хип-хоп-музыке — это эмсиинг (также называемый MC’ингом или исполнением рэпа). Эмсиинг — это ритмичная устная передача рифм и игры слов, которая сначала исполняется без аккомпанемента, а затем выполняется под бит. На этот разговорный стиль повлиял афроамериканский стиль «каппинга», в котором мужчины пытались превзойти друг друга в оригинальности своего языка и завоевать расположение слушателей. Основные элементы хип-хопа — хвастовство рэпом, соперничающие «отряды» (группы), показ своего мастерства, политические и социальные комментарии — всё это долгое время присутствовало в афроамериканской музыке. Исполнители рэпа меняли направление от преобладания «нараспевных» песен, наполненных смесью хвастовства, «расслабленности» и сексуальных намёков, до более актуального, политического и социально сознательного стиля. Первоначально роль MC заключалась в том, чтобы быть ведущим на танцевальном мероприятии диджея. MC представлял диджея и пытался раскачать зал. MC говорил между песнями диджея, призывая всех встать и танцевать. МС также рассказывали анекдоты и использовали свой энергичный язык и энтузиазм, чтобы подбодрить толпу. В конце концов, эта вводная роль превратилась в более длительные сеансы разговорной речи, ритмичной игры слов и рифм, которые превратились в исполнение рэпа.
К 1979 году хип-хоп-музыка стала мейнстрим жанром. Она распространилась по всему миру в 1990-е годы вместе с противоречивым «гангста-рэпом». Герк также развивал брейк-бит диджейство, где брейки фанк-песен — части, наиболее подходящие для танцев, обычно основанные на перкуссии, — были выделены и повторены для танцев на всю ночь. Эта форма воспроизведения музыки с использованием хард-фанка и рока легла в основу хип-хоп-музыки. Объявления и призывы Кэмпбелла к танцорам привели к синкопированному рифмованному речевому аккомпанементу, ныне известному как исполнение рэпа. Он называл своих танцоров «брейк-бойз» и «брейк-гёрлз» или просто би-боями и би-гёрлами. По словам Герка, «брейкинг» также был уличным сленгом для «возбуждения» и «энергичного действия».

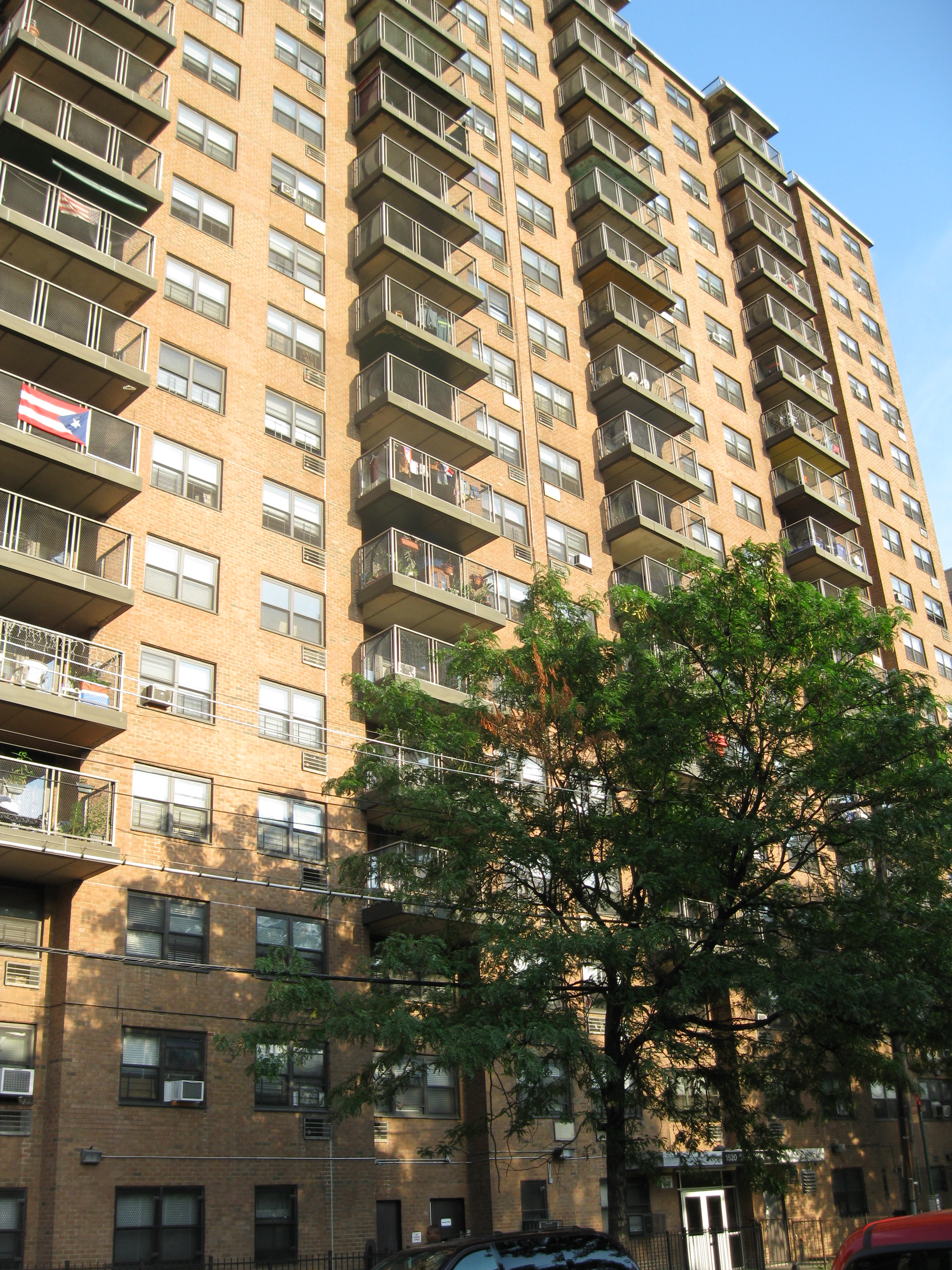
1520 Sedgwick Avenue, Бронкс, место, используемое Кул Герком, которое часто считается местом рождения хип-хопа 11 августа 1973 года

Такие диджеи, как Grand Wizzard Theodore, Grandmaster Flash и Jazzy Jay, усовершенствовали и разработали использование брейкбитов, включая нарезку и скретчинг. По мере того, как манипуляции с виниловым проигрывателем продолжали развиваться, появилась новая техника — падение иглы. Падение иглы было создано Grandmaster Flash, это продолжительные короткие драм-брейки при одновременном воспроизведении двух копий пластинки и перемещении иглы на одном проигрывателе назад к началу брейка, пока играет другая. Подход, использованный Герком, вскоре был широко скопирован, и к концу 1970-х диджеи выпускали 12-дюймовые пластинки, на которых они читали рэп под бит. Популярными песнями были «The Breaks» Кёртиса Блоу и «Rapper’s Delight» группы The Sugarhill Gang. Герк и другие диджеи подключали своё оборудование к линиям электропередач и выступали на таких площадках, как общественные баскетбольные площадки и Седжвик-авеню 1520, Бронкс, Нью-Йорк, которое теперь является историческим зданием официально. Оборудование состояло из множества динамиков, виниловых проигрывателей и одного или нескольких микрофонов. Используя эту технику, диджеи могли создавать разнообразную музыку, но, согласно книге Rap Attack Дэвида Тупа, «в худшем случае эта техника могла превратить ночь в одну бесконечную и неизбежно скучную песню». Grandmaster Melle Mel часто считается первым рэп-лириком, назвавшим себя «MC».
Уличные банды были широко распространены в бедности Южного Бронкса, и большая часть граффити, рэпа и би-боинга на этих вечеринках была художественными вариациями конкуренции и превосходства уличных банд. Чувствуя, что зачастую насильственные побуждения членов банды можно превратить в творческие, Африка Бамбаатаа основал Zulu Nation, свободную конфедерацию уличных танцевальных коллективов, художников граффити и рэп-музыкантов. К концу 1970-х эта культура привлекла внимание средств массовой информации: журнал Billboard напечатал статью под названием «B Beats Bombarding Bronx», в которой комментировалось местное явление и упоминались влиятельные фигуры, такие как Кул Герк. В результате отключения электроэнергии в Нью-Йорке в 1977 году повсеместно были отмечены грабежи, поджоги и другие общегородские беспорядки, особенно в Бронксе, где несколько мародёров украли диджейское оборудование из магазинов электроники. В результате жанр хип-хоп, который в то время практически не был известен за пределами Бронкса, с 1977 года рос поразительными темпами.
Домашние вечеринки диджея Кул Герка приобрели популярность и позже переместились на открытые площадки, чтобы вместить больше людей. Эти вечеринки на открытом воздухе, проводимые в парках, стали средством самовыражения и отдушиной для подростков, где «вместо того, чтобы попадать в неприятности на улице, у подростков теперь было место, где можно потратить накопившуюся энергию». Тони Тон (англ. Tony Tone), участник группы Cold Crush Brothers заявил, что «хип-хоп спас много жизней». Для городской молодёжи участие в хип-хоп-культуре стало способом справиться с невзгодами жизни меньшинств в Америке, а также средством борьбы с насилием и ростом бандитской культуры. MC Kid Lucky упоминает, что «люди привыкли танцевать брейк-данс друг против друга вместо того, чтобы драться». Вдохновлённый диджеем Кулом Герком, Африка Бамбаатаа создал уличную организацию под названием Universal Zulu Nation, сосредоточенную вокруг хип-хопа, как средство отвлечь подростков от бандитской жизни, наркотиков и насилия.
Лирическое содержание многих ранних рэп-групп было сосредоточено на социальных проблемах, в первую очередь в основополагающем треке «The Message» группы Grandmaster Flash & The Furious Five, в котором обсуждались реалии жизни в жилищных проектах. «Молодые чернокожие американцы, вышедшие из движения за гражданские права, использовали хип-хоп-культуру в 1980-х и 1990-х годах, чтобы продемонстрировать ограниченность хип-хоп-движения». Хип-хоп дал молодым афроамериканцам голос, чтобы их проблемы были услышаны; "Как и рок-н-ролл, хип-хоп категорически противостоит консерваторам, потому что он романтизирует насилие, нарушение закона и банды. Это также дало людям шанс на получение финансовой выгоды за счёт «превращения остального мира в потребителей своих социальных интересов».
В конце 1979 года Дебби Харри из группы Blondie взяла Найла Роджерса из группы Chic на такое мероприятие, поскольку основным бэк-треком был брейк из песни «Good Times» группы Chic. Новый стиль повлиял на Харри, и более поздний сингл Blondie 1981 года «Rapture» стал первым синглом, содержащим элементы хип-хопа, который занял первое место в американском чарте Billboard Hot 100 — сама песня обычно считается новой волной и объединяет элементы тяжёлой поп-музыки, но ближе к концу звучит расширенный рэп от Харри.
Боксёр Мухаммед Али, как влиятельная афроамериканская знаменитость, широко освещался в СМИ. Али повлиял на несколько элементов хип-хоп-музыки. И на боксёрском ринге, и в интервью средств массовой информации Али стал известен в 1960-х как «рифмующий обманщик» в 1960-х. Али использовал «фанки подачу» своих комментариев, которые включали «хвастовство, комические сплетни [и] бесконечные цитаты». Согласно Rolling Stone, его «навыки фристайла» (отсылка к типу вокальной импровизации, в которой тексты читаются без определённого предмета или структуры) и его «рифмы, флоу и хвастовство» «однажды станут типичными для MC олдскул хип-хопа» таких, как Run–D.M.C. и LL Cool J, последний из которых цитирует Али как влияние.

### Технология

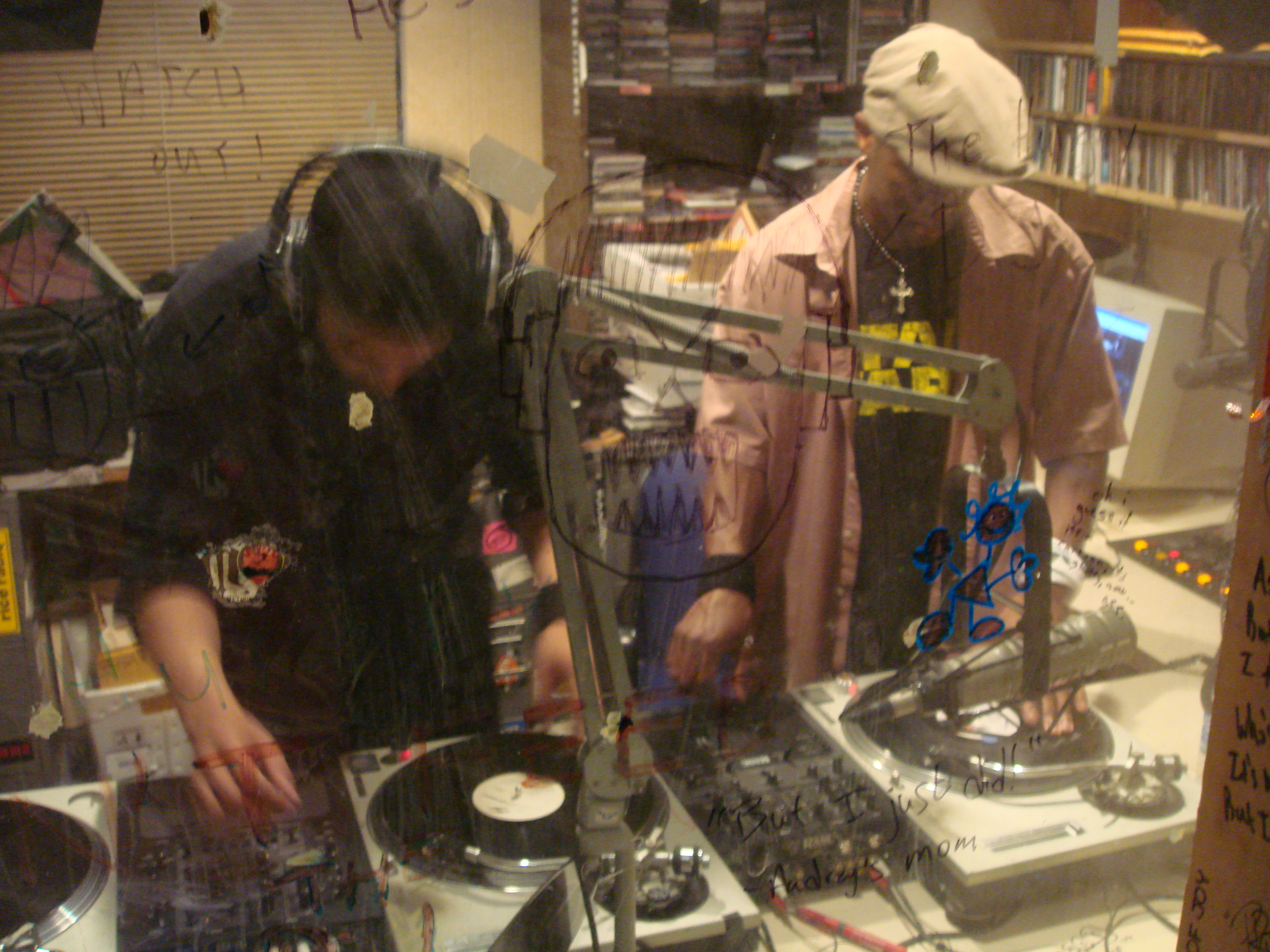
Два хип-хоп-диджея создают новую музыку, микшируя треки с нескольких проигрывателей. На фото DJ Hypnotize (слева) и Baby Cee (справа)

Раннее развитие хип-хопа произошло примерно в то время, когда технология семплирования и драм-машины стали широко доступны широкой общественности по цене, которая была доступна среднему потребителю, а не только профессиональным студиям. Драм-машины и семплеры были объединены в машины, которые стали известны как MPC, ранними примерами которых был Linn 9000. Первым семплером, который был широко принят для создания этого нового типа музыки, был Меллотрон, используемый в сочетании с драм-машиной Roland TR-808. На смену Меллотрону и Линну в конце 1980-х годов пришёл AKAI.
Техники тёрнтейблистов — такие как ритмичный «скретчинг» (перемещение виниловой записи взад и вперёд на проигрывателе, пока игла находится в канавке, для создания новых звуков и звуковых эффектов. Подход, приписываемый Grand Wizzard Theodore), микширование битов и/или битматчинг, и бит-джагглинг — в конечном итоге развивались вместе с перкуссионными брейками, создавая музыкальный аккомпанемент или основу, под которую можно было читать рэп аналогично означиванию. Кроме того, большое влияние на развитие хип-хоп-музыки оказало искусство ямайских чтений нараспев, стиль разговора или пения в микрофон, часто в хвастливом стиле, в то время как биты играют через систему звукоусиления. Чтение нараспев — ещё одно влияние, которое можно найти в ямайской даб-музыке.

### Появление исполнения рэпа

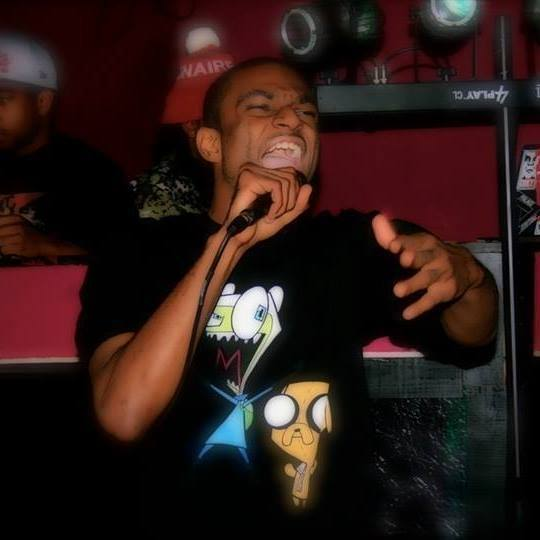
MC Hero исполняет ритмичные рифмы, известное как «исполнение рэпа» в Хантсвилле, Алабама

Исполнение рэпа, также называемое MC’инг или эмсиинг, — это вокальный стиль, в котором артист говорит лирически и ритмично, в рифмах и стихах, как правило, под инструментальный или синтезированный бит. Биты, почти всегда в тактовом размере 4/4, могут быть созданы продюсером путём семплирования и/или секвенирования частей других песен. Биты также включают синтезаторы, драм-машины и живые выступления групп. Рэперы могут писать, запоминать или импровизировать свои тексты и исполнять свои произведения а капелла или в такт. Хип-хоп-музыка предшествовала введению исполнения рэпа в хип-хоп-культуру, и рэп-вокал отсутствует во многих хип-хоп-треках, таких как «Hip Hop, Be Bop (Don’t Stop)» Мэна Пэрриша; «Chinese Arithmetic» группы Eric B. & Rakim; «Al-Naafiysh (The Soul)» и «We’re Rocking the Planet» Хашима; и «Destination Earth» группы Newcleus. Тем не менее, большая часть этого жанра сопровождалась рэп-вокалом, например, электро-хип-хоп-группа Warp 9, созданная под влиянием научной фантастики. Женщины-рэперы появились на сцене в конце 1970-х — начале 80-х, в том числе артистка из Бронкса MC Sha-Rock, участница группы Funky Four Plus One, ставшая первой женщиной-MC, и The Sequence, хип-хоп-трио, подписавшее контракт с Sugar Hill Records, первая женская группа, выпустившая рэп-запись «Funk You Up».
Корни исполнения рэпа лежат в афроамериканской музыке и, в конечном счёте, в африканской музыке, в частности в музыке гриотов западноафриканской культуры. Афроамериканские традиции означивания, дюжины и джазовая поэзия — всё это повлияло на хип-хоп-музыку, а также на модели вопроса-ответа африканских и афроамериканских религиозных церемоний. Ранние популярные радио-диск-жокеи периода радиостанций чёрного формата ворвались в эфир, используя эти приёмы в форме джайв-разговора после Второй мировой войны в конце 1940-х и 1950-х годов. DJ Nat D. был M.C. в одном из самых безжалостных мест для любого начинающего музыканта, пытающегося ворваться в шоу-бизнес, «Ночь любителей» в театре «Палас» на Бил-стрит в Мемфисе, штат Теннесси. Там он был мастером церемоний с 1935 по 1947 год вместе со своим помощником, диджеем Руфусом Томасом. Именно там он усовершенствовал дюжины, означивание и свою индивидуальную джайв-содержащую болтовню, которая стала его фишкой, когда он стал первым чернокожим диктором радио в эфире к югу от линии Мейсон-Диксон. Джайв-сленг популяризировал радиостанции чёрного формата, это был язык чёрной молодёжи, двусмысленность и слегка непристойная игра слов были находкой для радио, возрождая рейтинги в отмеченных точках, которые теряли долю аудитории, и переходили на новый формат R&B с чернокожими дикторами. 10 % афроамериканцев, которые слушали его передачи, обнаружили, что музыка, которую он продвигал по радио в 1949 году, также была в музыкальных автоматах на севере в городах. Они также находили других диджеев, таких как Эл Бенсон из чикагской радиостанции WJJD, Doctor Hep Cat из остинской радиостанции KVET и Jockey Jack из атлантской радиостанции WERD, говорящие в том же рифмованном рэп-стиле, наполненном каденцией. Как только станции, принадлежащие белым, поняли, что новые выскочки захватывают свою долю на чёрном рынке и что биг-бэнд и свинг-джаз больше не являются модными, некоторые белые диджеи подражали южному «Машмаусу» и джайв-разговору, позволяя своей аудитории думать, что они тоже были афроамериканцами, играли блюз и би-боп. У Джона Р. Ричбурга было южное произношение, о чём слушателям ночных R&B-программ радиостанции WLAC в Нэшвилле никогда не сообщали, что этот голос принадлежат не чёрному диджею, поскольку там были и другие белые диджеи на станции. Рифмы Доктора Хеп Кэта были опубликованы в словаре джайв-разговора The Jives of Dr. Hepcat в 1953 году. Jockey Jack — печально известный Jack the Rapper из Family Affair стал известен после его радиоконвента, который был обязательным для всех рэп-исполнителей в 1980-х и 1990-х. Эти джайв-говорящие рэперы в формате радиостанции чёрного формата 1950-х были источником и вдохновением для соул-певца Джеймса Брауна и таких музыкальных «комедийных» исполнителей, как Rudy Ray Moore, Pigmeat Markham и Blowfly, которых часто называют «крёстными отцами» хип-хоп-музыки. В Нью-Йорке исполнение устной поэзии и музыки таких артистов, как The Last Poets, Гил Скотт-Херон и Джалал Мансур Нуриддин, оказали значительное влияние на культуру эпохи постгражданских прав 1960-х и 1970-х годов и, следовательно, на социальную среду, в которой создавалась хип-хоп-музыка.

## 1979—1983: Олдскул хип-хоп

### Переход к звукозаписи

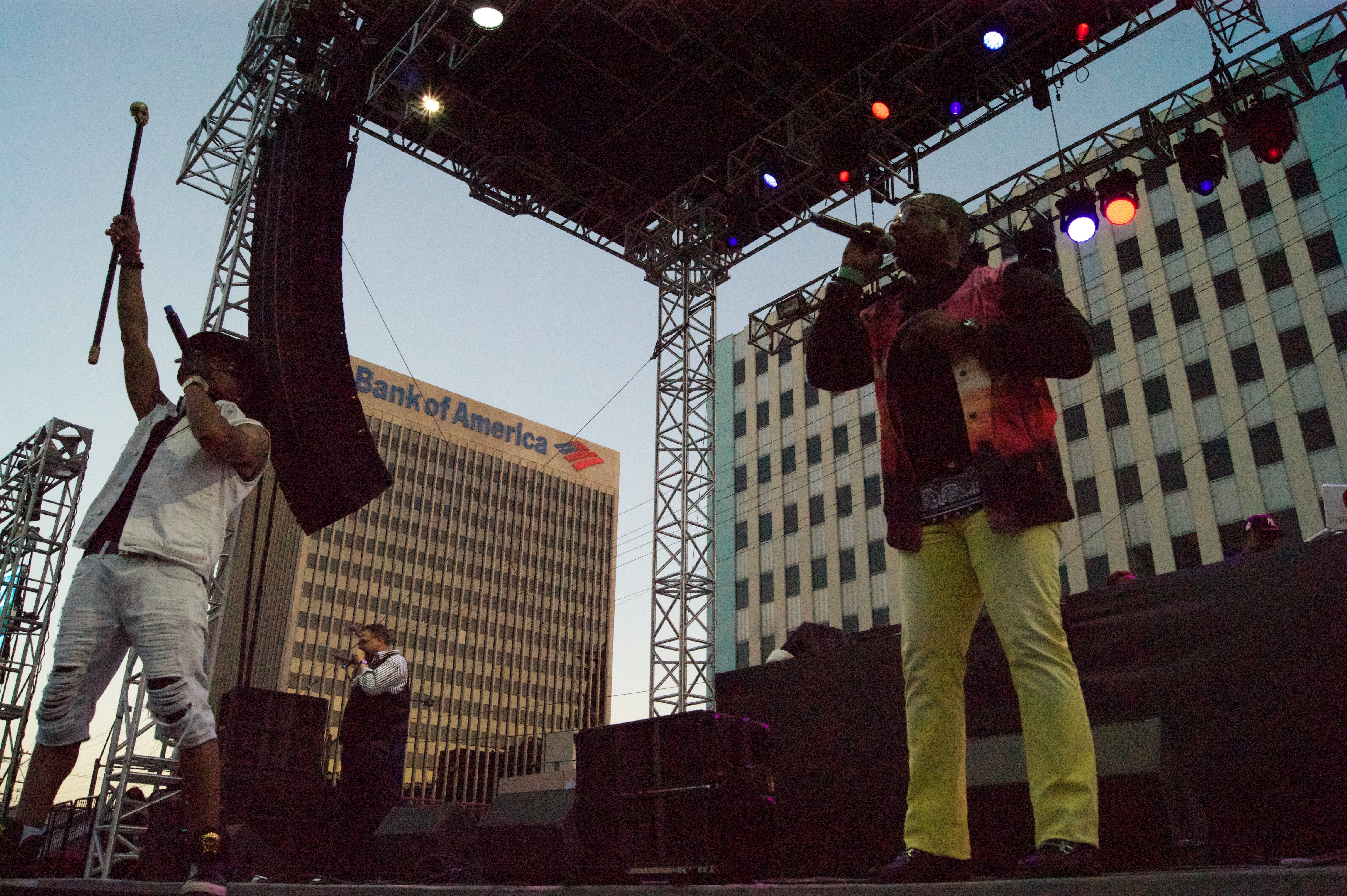
Группа The Sugarhill Gang использовала песню «Good Times» диско-группы Chic как источник битов для своего хип-хоп-хита 1979 года «Rapper’s Delight». На фото группа The Sugarhill Gang на концерте 2016 года

Самая ранняя хип-хоп-музыка исполнялась вживую, на домашних вечеринках и районных вечеринках, и не записывалась. До 1979 года записанная хип-хоп-музыка состояла в основном из записей через систему громкой связи с живых выступлений на вечеринках и ранних хип-хоп микстейпов диджеев. Пуэрто-риканский диджей DJ Disco Wiz считается первым хип-хоп-диджеем, создавшим «миксованную пластинку» или миксованную даб-запись, когда в 1977 году он объединил звуковые фрагменты, спецэффекты и поставленные на паузу биты, чтобы технически создать звукозапись. Первой хип-хоп-записью считают песню «Rapper’s Delight» группы The Sugarhill Gang 1979 года. Это была первая хип-хоп-запись, получившая широкую популярность в мейнстриме, и именно отсюда хип-хоп-музыка получила своё название (из первых секунд песни). Однако это утверждение вызывает много споров, поскольку некоторые считают рэп-записью сингл «King Tim III (Personality Jock)» группы The Fatback Band, выпущенный в марте 1979 года. Есть и другие претенденты на титул первой хип-хоп-записи.
К началу 1980-х годов все основные элементы и техники жанра хип-хоп уже были созданы, а к 1982 году электронное (электро) звучание стало тенденцией на улице и в танцевальных клубах. Нью-йоркская радиостанция WKTU включила песню «Nunk» группы Warp 9 в рекламный ролик для продвижения фирменного звучания станции — зарождающейся хип-хоп-музыки. Несмотря на то, что хип-хоп ещё не стал мейнстримом, он начал проникать на музыкальную сцену за пределами Нью-Йорка; его можно было найти в таких разных городах, как Лос-Анджелес, Атланта, Чикаго, Вашингтон, Балтимор, Даллас, Канзас-Сити, Сан-Антонио, Майами, Сиэтл, Сент-Луис, Новый Орлеан, Хьюстон и Торонто. Более того, песня «Funk You Up» (1979), первая хип-хоп-запись, выпущенная женской группой, и второй сингл, выпущенный лейблом Sugar Hill Records, была исполнена группой The Sequence из Колумбии, Южная Каролина, в которую входила Энджи Стоун. Несмотря на растущую популярность жанра, Филадельфия на протяжении многих лет была единственным городом, вклад которого можно было сравнить с Нью-Йорком. Хип-хоп-музыка стала популярной в Филадельфии в конце 1970-х годов. Первой выпущенной записью была песня Джоко Хендерсона «Rhythm Talk».
Газета The New York Times назвала Филадельфию «граффити столицей мира» в 1971 году. Уроженка Филадельфии диджей Lady B записала песню «To the Beat Y’All» в 1979 году и стала первой сольной хип-хоп-артисткой, записавшей музыку. Рэпер из Филадельфии Schoolly D, начиная с 1984 года, начал создавать стиль, который позже будет известен как гангста-рэп.

### Влияние диско
Хип-хоп-музыка была под влиянием диско-музыки, поскольку диско также подчёркивал ключевую роль диджея в создании треков и миксов для танцоров, а олдскул хип-хоп часто использовал диско-треки в качестве битов. В то же время, хип-хоп-музыка также была ответной реакцией на некоторые поджанры диско конца 1970-х. В то время как ранним диско была афроамериканская и италоамериканская андеграундная музыка, развитая диджеями и продюсерами для субкультуры танцевальных клубов, к концу 1970-х годов в диско-радиоэфирах доминировали популярные, дорогостоящие диско-песни. По словам Кёртиса Блоу, ранние дни хип-хопа характеризовались разногласиями между фанатами и противниками диско-музыки. Хип-хоп в значительной степени возник как «прямой ответ на разбавленную, европеизированную диско-музыку, которая проникала в эфир». Самый ранний хип-хоп был основан в основном на жёстких фанк-лупах, взятых из винтажных фанк-записей. Однако к 1979 году диско-инструментальные лупы/треки стали основой большей части хип-хоп-музыки. Этот жанр получил название «диско-рэп». По иронии судьбы, рост популярности хип-хоп-музыки также сыграл свою роль в последующем упадке популярности диско.
Диско-звучание оказало сильное влияние на раннюю хип-хоп-музыку. Большинство ранних рэп/хип-хоп-песен были созданы путём выделения существующих диско-бас-гитарных басовых линий и озвучиванием их рифмами МС. Группа The Sugarhill Gang использовала песню «Good Times» группы Chic в качестве основы для своего хита 1979 года «Rapper’s Delight», который, как правило, считается песней, первой популяризировавшей рэп в США и во всём мире. В 1982 году Африка Бамбаатаа выпустил сингл «Planet Rock», в который вошли элементы электроники из песен Kraftwerk «Trans-Europe Express» и «Numbers», а также «Riot in Lagos» японской группы Yellow Magic Orchestra. Звучание «Planet Rock» также породило хип-хоп электронный танцевальный тренд, электронную музыку, которая включала такие песни, как «Play at Your Own Risk» от Planet Patrol (1982), «One More Shot» от C Bank (1982), «Club Underworld» от Черроне(1984), «Let the Music Play» от Шеннон (1983), «I.O.U.» от Freeez (1983), «Freak-a-Zoid» от Midnight Star (1983), «I Feel For You» от Чака Хан (1984).
DJ Pete Jones, Eddie Cheeba, DJ Hollywood и Love Bug Starski были хип-хоп-диджеями, вдохновлёнными диско. Их стили отличались от стилей других хип-хоп-музыкантов, которые сосредоточились на скорострельных рифмах и более сложных ритмических схемах. Африка Бамбаатаа, Пол Уинли, Grandmaster Flash и Бобби Робинсон были участниками последней третьей группы. В Вашингтоне жанр гоу-гоу возник как реакция на диско и в конечном итоге вобрал в себя черты хип-хопа в начале 1980-х. Ддижейский жанр электронной музыки вёл себя аналогичным образом, в конечном итоге превратившись в андеграундные стили, известные как хаус в Чикаго и техно в Детройте.

### Диверсификация стилей

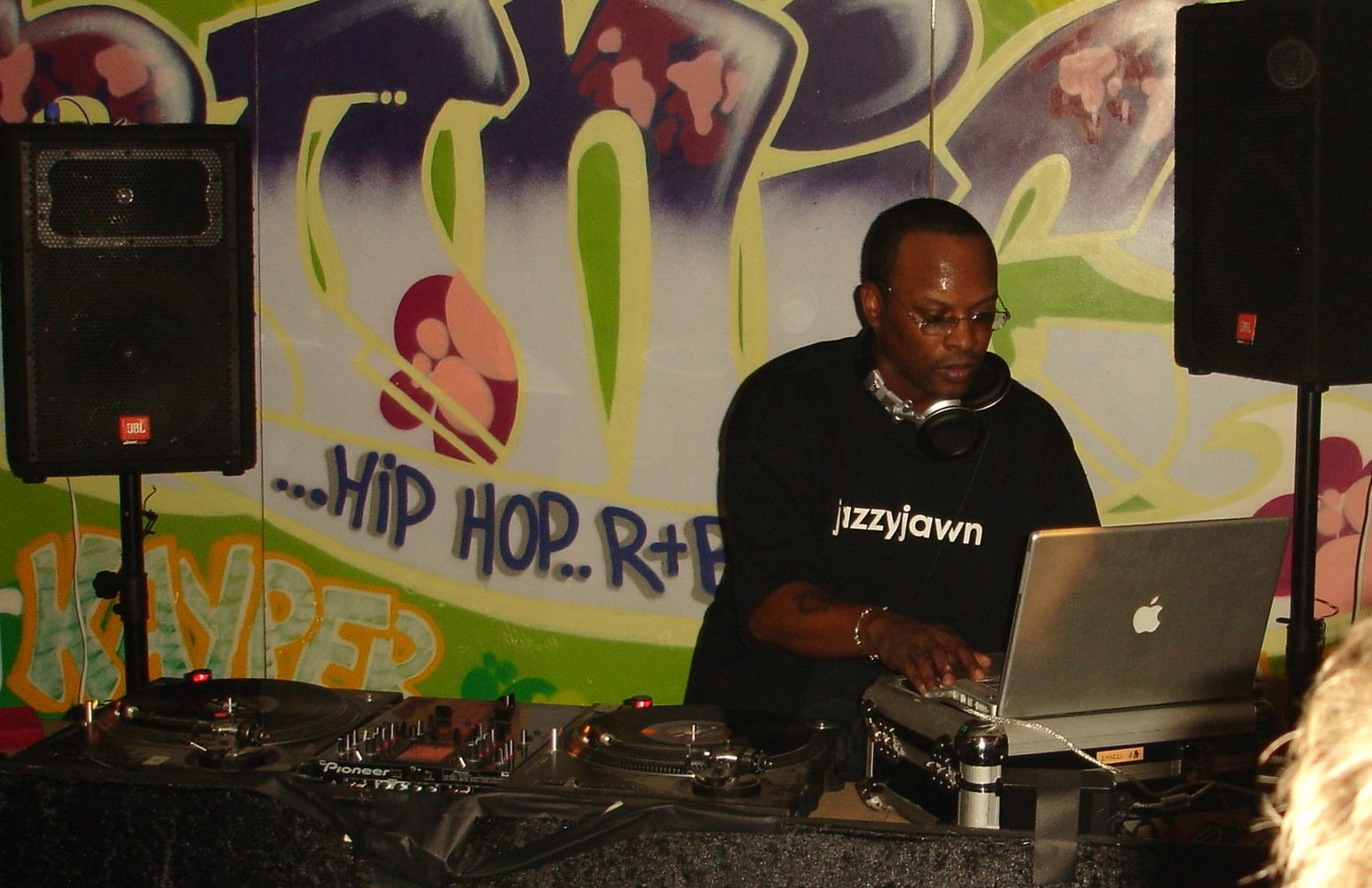
DJ Jazzy Jeff, который также является музыкальным продюсером, манипулирует виниловым проигрывателем в Англии в 2005 году

1980-е годы ознаменовались диверсификацией хип-хопа по мере развития в этом жанре более сложных стилей. Нью-Йорк стал настоящей лабораторией для создания новых хип-хоп-звуков. Ранние примеры процесса диверсификации можно услышать в таких треках, как «The Adventures of Grandmaster Flash on the Wheels of Steel» от Grandmaster Flash (1981), сингл, полностью состоящий из семплов, а также «Planet Rock» от Африки Бамбаатаа (1982) и «Nunk» от группы Warp 9 (1982), которые ознаменовали собой слияние хип-хоп-музыки с электро. Вдобавок, «Beat Bop» от Rammellzee и K-Rob (1983) был «медленной песней», которая имела влияние даба с использованием реверберации и эха в качестве текстуры и игривых звуковых эффектов. Песня «Light Years Away» от Warp 9 (1983) (спродюсированная и написанная Лотти Голден и Ричардом Шером), была описана британской газетой The Guardian как «краеугольный камень афрофутуризма битбокса начала 80-х», представила социальный комментарий с точки зрения научной фантастики. В 1970-х в хип-хоп-музыке обычно использовались семплы из фанка, а затем и из диско. Середина 80-х годов ознаменовала смену парадигмы в развитии хип-хопа с появлением семплов из рок-музыки, что продемонстрировано в альбомах King of Rock и Licensed to Ill. Хип-хоп до этого изменения характеризовался как олдскул хип-хоп.

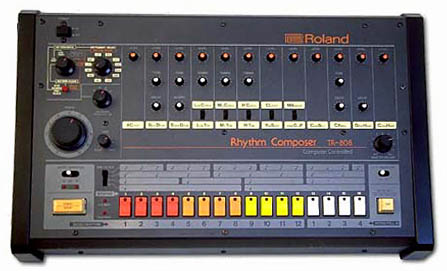
The Roland TR-808 Rhythm Composer, основной звук хип-хопа

В 1980 году компания Roland Corporation выпустила TR-808 Rhythm Composer. Это была одна из первых программируемых драм-машин, с помощью которой пользователи могли создавать свои собственные ритмы, вместо того, чтобы использовать предустановленные паттерны. Хотя это был коммерческий провал, в течение десятилетия 808 привлекал культ среди андеграундных музыкантов своей доступностью на рынке, простотой использования и своеобразным звуком, особенно его глубоким, «гулким» звуком бас-барабана. Он стал краеугольным камнем зарождающихся электронных, танцевальных и хип-хоп-жанров, популяризированных такими ранними хитами, как «Planet Rock» от Afrika Bambaataa и группы Soulsonic Force. 808 в конечном итоге был использован на большем количестве треков, чем любая другая драм-машина; её популярность в хип-хопе, в частности, сделала его одним из самых влиятельных изобретений в популярной музыке, сопоставимым с влиянием электрогитары Fender Stratocaster на рок.

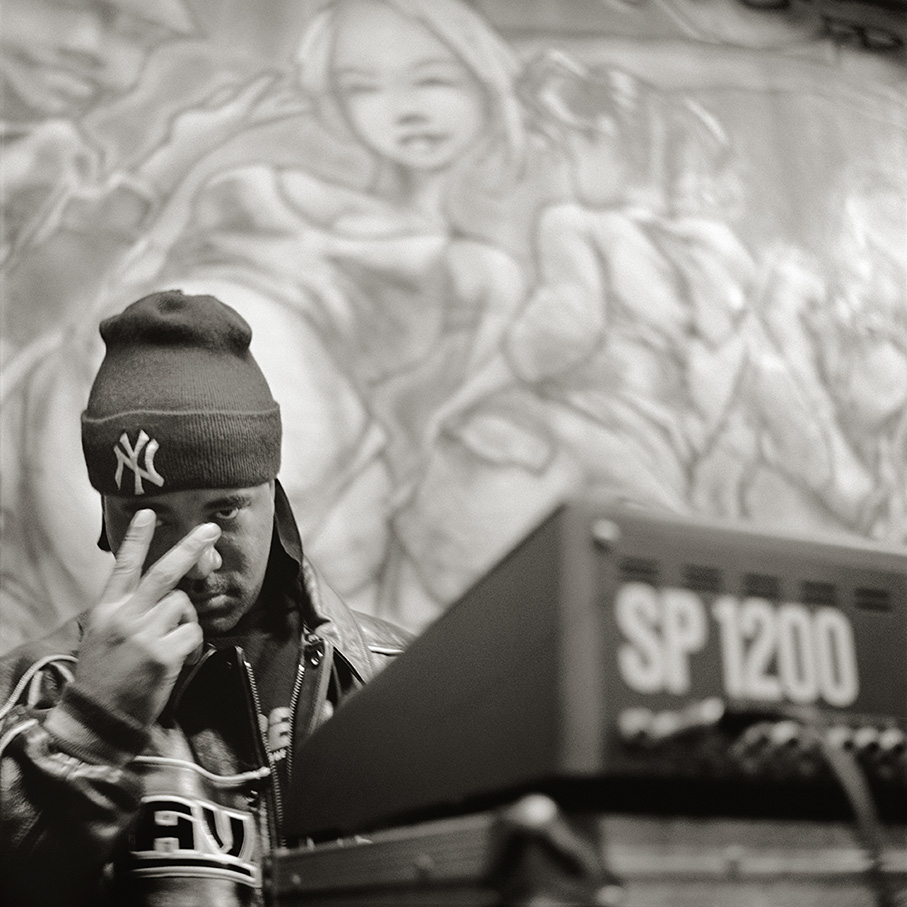
DJ Marley Marl

Со временем технология семплирования стала более совершенной. Однако более ранние продюсеры, такие как Marley Marl, использовали драм-машины для построения своих битов из небольших отрывков других битов в синхронизации, в его случае, задействуя три единицы задержки семплирования Korg'а через Roland 808. Позже семплеры, такие как E-mu SP-1200, предоставили не только больше памяти, но и большую гибкость для творческого продакшена. Это позволило фильтровать и наносить различные хиты, и с возможностью ресеквенирования их в один кусочек. С появлением в конце 80-х годов нового поколения семплеров, таких как AKAI S900, продюсерам не нужно было создавать сложные и трудоёмкие петли магнитофонной ленты. Первый альбом Public Enemy был создан с помощью больших петлей магнитофонной ленты. Процесс зацикливания брейка в брейкбите теперь стал чаще выполняться с помощью семплера, который теперь выполняет работу, которую до сих пор диджеи выполняли вручную с помощью виниловых проигрывателей. В 1989 году диджей Марк Джеймс под прозвищем «45 King» выпустил «The 900 Number», брейкбит-трек, созданный путём синхронизации семплеров и виниловых пластинок.

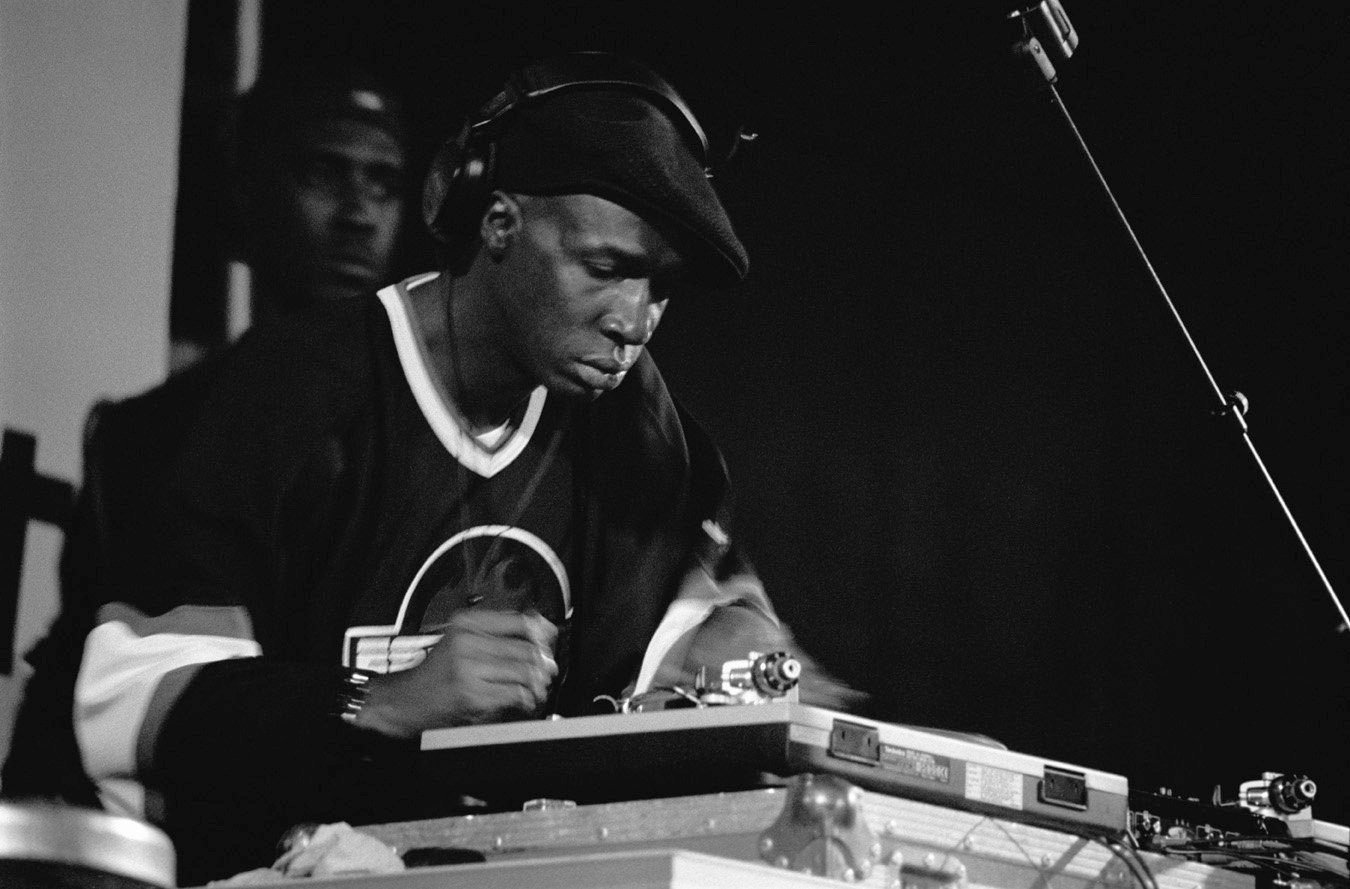
Grandmaster Flash выступает в 1999 году

Также развивалось лирическое содержание и другое инструментальное сопровождение хип-хопа. Ранние лирические стили 1970-х, которые имели тенденцию быть хвастовством и клишированными песнопениями, были заменены метафорическими лириками, исследующими более широкий круг тем. Кроме того, тексты исполнялись в более сложном, многослойном инструментальном сопровождении. Такие артисты, как Marley Marl, Rakim, Chuck D, KRS-One и Warp 9 произвели революцию в хип-хопе, превратив его в более зрелую форму искусства, со сложными аранжировками, часто с «великолепными текстурами и множеством слоёв». Влиятельный сингл «The Message» от Grandmaster Flash and the Furious Five (1982) считается первопроходческой силой для осознанного рэпа.
Независимые лейблы звукозаписи, такие как Tommy Boy, Prism Records и Profile Records, добились успеха в начале 1980-х, выпуская записи в бешеной скорости в ответ на спрос, порождённый местными радиостанциями и клубными диджеями. Электро-музыка и рэп начала 80-х годов стали катализаторами хип-хоп-движения, возглавляемого такими артистами, как Cybotron, Hashim, Afrika Bambaataa, Planet Patrol, Newcleus и Warp 9. В Нью-Йорке исполнители сотрудничали с такими продюсерами/писателями как Arthur Baker, John Robie, Lotti Golden и Richard Scher, обмениваясь идеями, которые способствовали развитию хип-хопа. Некоторые рэперы со временем стали популярными поп-исполнителями. Появление Кёртиса Блоу в рекламе газированных напитков Sprite сделало его первым хип-хоп-музыкантом, снявшимся в рекламе крупного продукта. Песни 1981 года «Rapture» от Blondie и «Christmas Wrapping» от The Waitress были одними из первых поп-песен, в которых использовался рэп. В 1982 году Африка Бамбаатаа представил хип-хоп международной аудитории с песней «Planet Rock».
До 1980-х годов хип-хоп-музыка в значительной степени ограничивалась рамками США. Однако в 1980-е годы она начала своё распространение и стала частью музыкальной сцены в десятках стран. Грег Уилсон был первым диджеем, который представил электро-хип-хоп аудитории британских клубов в начале 1980-х годов, выбрав даб или инструментальные версии «Nunk» от Warp 9, «ET Boogie» от Extra T, «Hip Hop, Be Bop (Don’t Stop)» от Man Parrish, «Planet Rock» и «Dirty Talk» (песня Klein + MBO).
В начале десятилетия брейк-данс стал первым аспектом хип-хоп-культуры, который достиг Японии, Австралии и Южной Африки. В Южной Африке брейкданс-команда Black Noise установила эту практику, прежде чем начать читать рэп в конце десятилетия. Музыкант и ведущий Sidney стал первым во Франции темнокожим телеведущим со своим шоу H.I.P. H.O.P., который был показан на TF1 в 1984 году, впервые для жанра во всём мире. Сидни считается отцом французского хип-хопа. Radio Nova помогло запустить других французских звёзд хип-хопа, включая Dee Nasty, чей альбом 1984 года Paname City Rappin вместе с компиляциями Rapattitude 1 и 2 способствовал общему пониманию хип-хопа во Франции.
Хип-хоп всегда поддерживал очень тесные отношения с латиноамериканским сообществом Нью-Йорка. DJ Disco Wiz и Rock Steady Crew были одними из первых новаторов из Пуэрто-Рико, объединив в своих текстах английский и испанский языки. Рэп-группа The Mean Machine записала свою первую песню с помощью лейбла «Disco Dreams» в 1981 году, в то время как Kid Frost из Лос-Анджелеса начал свою карьеру в 1982 году. Группа Cypress Hill была сформирована в 1988 году в пригороде Саут-Гейт недалеко от Лос-Анджелеса, когда Senen Reyes (уроженец Гаваны) и его младший брат Ульпиано Серджио (Mellow Man Ace) переехали с Кубы в Саут-Гейт со своей семьёй в 1971 году. Они объединились с DVX из Куинса (Нью-Йорк), Лоуренсом Маггерудом (DJ Muggs) и Луи Фризом (B-Real), мексиканским/кубино-американским уроженцем Лос-Анджелеса. После ухода «Эйса», чтобы начать сольную карьеру, группа приняла имя Cypress Hill, названное в честь улицы, проходящей через соседний район в Южном Лос-Анджелесе.
Считается, что японский хип-хоп зародился, когда Хироси Фудзивара вернулся в Японию и начал играть хип-хоп-записи в начале 1980-х. Японский хип-хоп, как правило, находится под самым непосредственным влиянием олдскул хип-хопа, беря захватывающие биты той эры, танцевальную культуру, и в целом весёлую и беззаботную природу и инкорпорируя её в свою музыку. Хип-хоп стал одним из наиболее коммерчески жизнеспособных музыкальных жанров в Японии, и граница между ним и поп-музыкой часто стирается.

## 1983—1986: Ньюскул хип-хоп

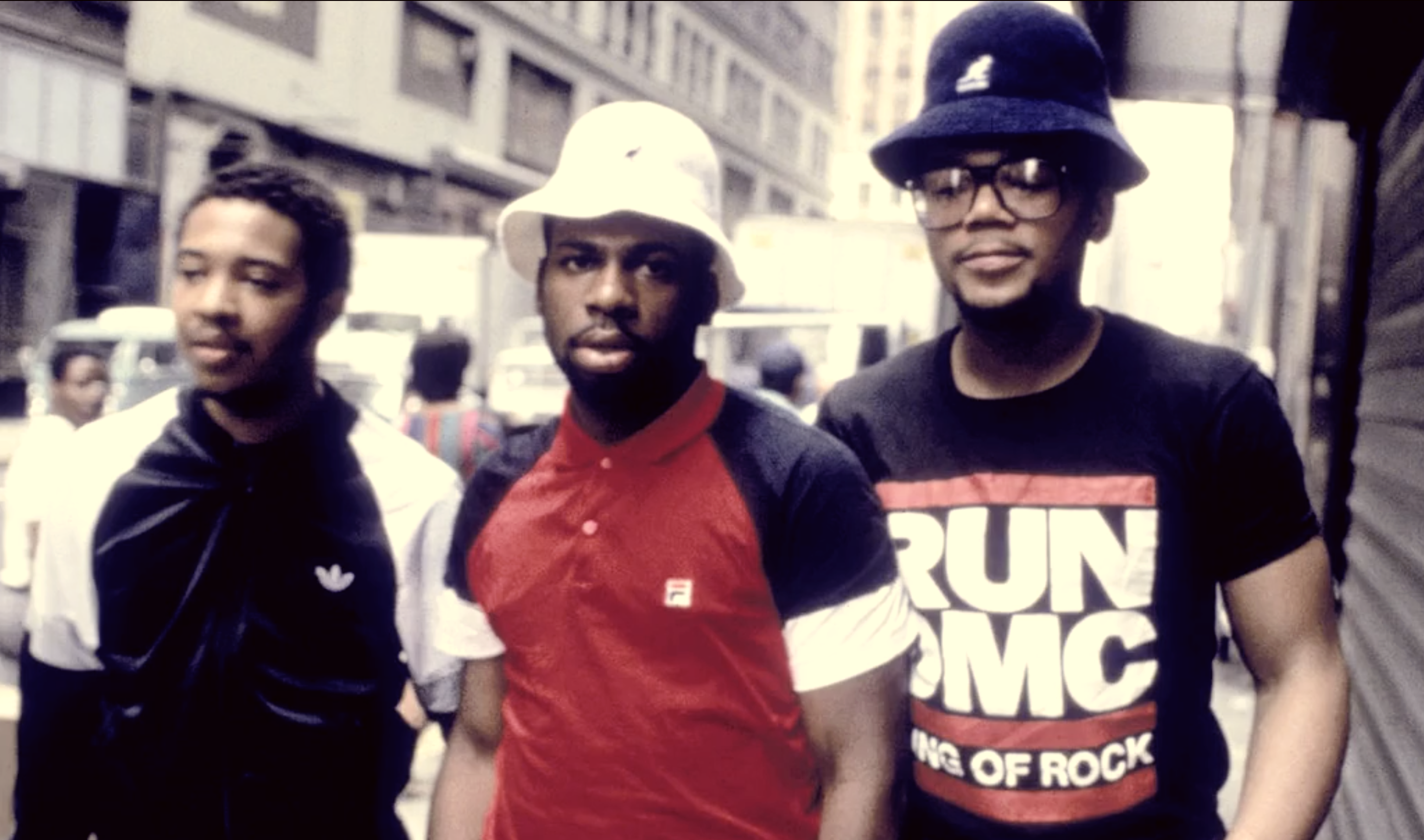
Run-DMC, слева направо: Джозеф «Run» Симмонс, Джейсон «Jam Master Jay» Майзелл и Дэррил «D.M.C.» Макдэниелс

Ньюскул хип-хоп был второй волной хип-хопа, зародившейся в 1983-84 годах с ранних записей Run-D.M.C. и LL Cool J. Как и предшествующий ему хип-хоп (который впоследствии стал известен как олдскул хип-хоп), ньюскул зародился преимущественно в Нью-Йорке. Ньюскул изначально отличался по своей форме минимализмом драм-машины, часто с элементами рок-музыки. Он был известен насмешками и хвастовством рэпа, и социально-политическими размышлениями, которые были произнесены в агрессивном, самоуверенном стиле. В образе, как и в песне, исполнители ньюскула демонстрировали жёсткое, хладнокровное, уличное отношение би-боя ко всему миру.
Эти элементы резко контрастировали с большей частью предыдущих хип-хоп-групп с влиянием фанка и диско, чья музыка часто характеризовалась подкупающими своей новизной хитами, живыми выступлениями групп, синтезаторами и «рифмами для вечеринок» (не все артисты до 1983—1984 годов имели эти стили.). Артисты ньюскула делали более короткие песни, которые могли бы легко попасть на радио, и выпускали более целостные альбомы в отличие от их олдскул-коллег. К 1986 году хип-хоп-альбомы артистов ньюскула начали расцениваться как неотъемлемая часть мейнстрима. Хип-хоп-музыка стала коммерчески успешной, о чём свидетельствует альбом группы Beastie Boys 1986 года Licensed to Ill, который стал первым рэп-альбомом, занявшим первое место в чартах Billboard.

## 1986—1997: Золотая эра хип-хопа

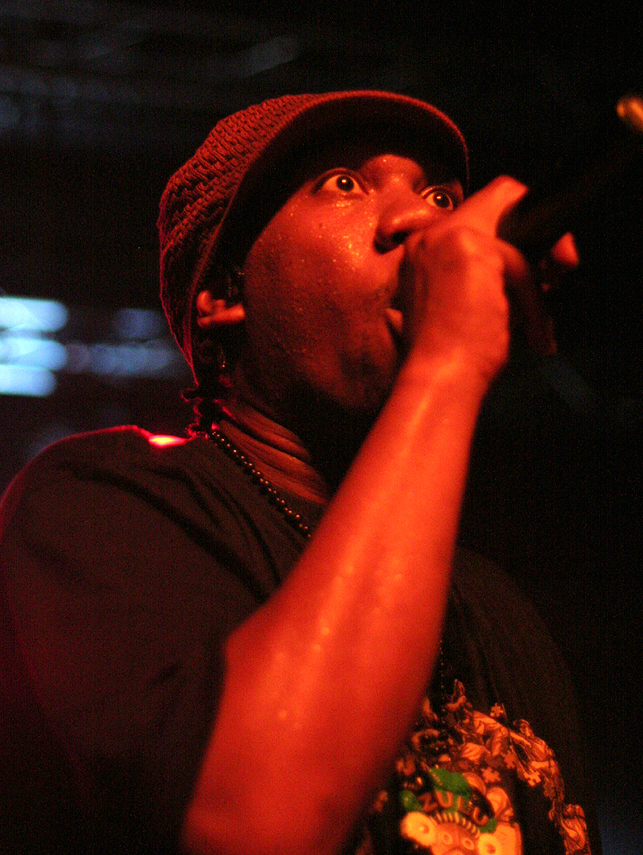
KRS-One и его группа Boogie Down Productions были ключевыми исполнителями в золотую эру хип-хопа

«Золотой век» (или «золотая эра») хип-хопа — это название, данное периоду мейнстрима хип-хопа, создававшемуся в период с середины 80-х по середину 90-х годов, который характеризуется разнообразием, качеством, новаторством и влиянием. В лирике хип-хопа золотого века были сильные темы афроцентризма и политической воинственности. Музыка была экспериментальной, а семплирование основывалось на эклектичных источниках. В музыке часто было сильное влияние джаза. Артисты и группы, наиболее часто связанные с этой фазой, — Public Enemy, Boogie Down Productions, Eric B. & Rakim, De La Soul, A Tribe Called Quest, Gang Starr, Big Daddy Kane и Jungle Brothers.
Золотой век отмечен новаторством — время, «когда казалось, что каждый новый сингл заново изобретает жанр», согласно журналу Rolling Stone. Ссылаясь на «хип-хоп в его золотой век», главный редактор журнала Spin Сиа Мишель написала, что «в то время было выпущено так много важных, революционных альбомов», а Суэй Кэллоуэй из MTV добавил: «То, что сделало эту эпоху такой великой, — это то, что ничего не было надуманным. Всё открывалось, и всё было инновационным и новым». Писатель Уильям Джелани Кобб говорит, что «то, что сделало эру, которую они открыли, достойной термина „золотой“, — это огромное количество стилистических нововведений, которые появились… в эти золотые годы, критическая масса одарённых людей с микрофоном буквально создавала себя и при этом создавала свою собственную художественную форму». Карл Стофферс из газеты New York Daily News описывает золотой век как период, «охватывающий примерно с 1986 по 1997 год». В своей статье «В поисках звука хип-хопа золотого века» музыкальные теоретики Бен Дуинкер и Денис Мартин из Empirical Musicology Review используют «11 лет между 1986 и 1996 годами в качестве хронологических границ» для определения золотого века, начиная с релизов Raising Hell группы Run-DMC и Licensed to Ill группы Beastie Boys и заканчивая смертью Тупака Шакура и The Notorious B.I.G.

### Гангста-рэп и хип-хоп Западного побережья
Многие чернокожие рэперы, в том числе Ice-T и Sister Souljah, утверждают, что их несправедливо выделяют, потому что их музыка отражает глубокие изменения в обществе, о которых больше нигде на общественном форуме не говорят. Белые политики, как жалуются артисты, не понимают музыки и не желают слышать, что происходит в опустошенных сообществах, которые породили эту форму искусства.
Гангста-рэп — это поджанр хип-хопа, отражающий жестокий образ жизни чернокожей молодёжи, живущей в бедных районах. Гангста — это неротическое произношение слова гангстер. Жанр был основан в середине 1980-х такими рэперами, как Schoolly D и Ice-T, и популяризирован в конце 1980-х такими группами, как N.W.A. В 1985 году Schoolly D выпустил «PSK What Does It Mean?», которую часто считают первой гангста-рэп-песней, за которой последовала песня Ice-T «6 in the Mornin '» в 1986 году. После всеобщего внимания и разногласий, которые Ice-T и N.W.A создали в конце 1980-х и начале 1990-х годов, а также после мейнстрима джи-фанка в середине 90-х годов, гангста-рэп стал самым коммерчески прибыльным поджанром хип-хопа. Некоторые гангста-рэперы были известны тем, что смешивали политические и социальные комментарии политического рэпа с криминальными элементами и криминальными историями из гангста-рэпа.
N.W.A — группа, которая чаще всего ассоциируется с созданием гангста-рэпа. Их тексты были более жестокими, откровенно конфронтационными и шокирующими, чем тексты известных рэп-групп, с постоянным ругательством и противоречивым использованием слова «ниггер». Эти тексты были помещены поверх грубых, рок-гитарных битов, что придало музыке резкость. Первым гангста-рэп-альбомом-блокбастером стал альбом N.W.A Straight Outta Compton, выпущенный в 1988 году. Straight Outta Compton сделает хип-хоп Западного побережья жизненно важным жанром и сделает Лос-Анджелес законным конкурентом давней столицы хип-хопа, Нью-Йорка. Straight Outta Compton вызвал первую серьёзную полемику по поводу хип-хоп-лирики, когда их песня «Fuck tha Police» получила письмо от помощника директора ФБР, Милта Алериха, в котором резко выражалось негодование правоохранительных органов по поводу этой песни.
Споры вокруг альбома Ice-T Body Count, в частности, из-за его песни «Cop Killer». Песня звучит с точки зрения преступника, который мстит расистским и жестоким полицейским. Рок-песня Ice-T привела в ярость государственных чиновников, Национальную стрелковую ассоциацию и различные группы защиты интересов полиции. В связи с этим Time Warner Music отказались выпускать грядущий альбом Ice-T Home Invasion из-за разногласий вокруг песни «Cop Killer». Ice-T считает, что шумиха вокруг песни была чрезмерной реакцией, заявив журналисту Чаку Филипсу: «… они снимали фильмы об убийцах медсестёр, убийцах учителей и убийцах студентов. Актёр Арнольд Шварценеггер поразил десятки копов в роли Терминатора. Но я не слышу, чтобы кто-то жаловался на это». В том же интервью Ice-T высказал своё мнение Филипсу, что непонимание «Cop Killer» и попытки подвергнуть его цензуре имели расовый подтекст: «Верховный суд считает, что для белого человека нормально сжигать крест на публике. Но никому не нужен чёрный человек, чтобы написать песню об убийце полицейских».
Предмет, присущий гангста-рэпу, вызвал много споров. Администрации Белого дома Джорджа Буша-старшего и Билла Клинтона раскритиковали этот жанр. «Причина, по которой рэп подвергается нападкам, заключается в том, что он выставляет напоказ все противоречия американской культуры … То, что начиналось как андеграундная форма искусства, стало инструментом разоблачения многих критических вопросов, которые обычно не обсуждаются в американской политике. Проблема здесь в том, что Белый дом и его подражатели, такие как Билл Клинтон, представляют политическую систему, которая никогда не намерена иметь дело с хаосом во внутренней части города», — сказала Sister Souljah в интервью Филипсу в интервью The Times. Из-за влияния Ice-T и N.W.A гангста-рэп часто рассматривается как явление в первую очередь Западного побережья, несмотря на вклад в формирование жанра таких артистов Восточного побережья, как Schoolly D и Boogie Down Productions.

### Прорыв в мейнстрим

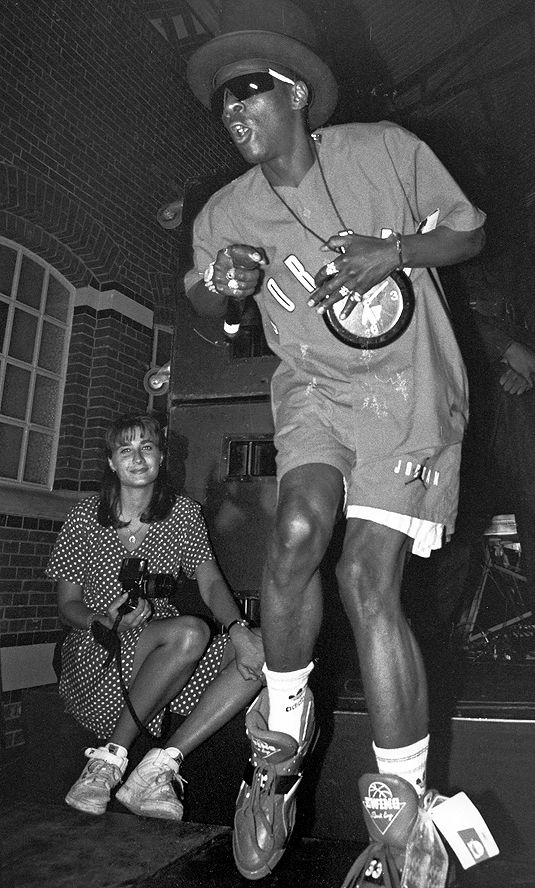
Flavor Flav из Public Enemy выступает в 1991 году

В 1990 году альбом Public Enemy Fear of a Black Planet имел значительный успех у музыкальных критиков и потребителей. Альбом сыграл ключевую роль в появлении хип-хопа в мейнстриме в 1990 году, который редактор Billboard Пол Грейн назвал «годом, когда рэп взорвался». В статье 1990 года о коммерческом прорыве Дженис Томпсон из журнала Time писала, что хип-хоп «превратился в самое захватывающее развитие американской поп-музыки за более чем десятилетие». Томпсон отметила влияние сингла Public Enemy 1989 года «Fight the Power», а сингл «Wild Thing» рэпера Tone Lōc был самым продаваемым синглом 1989 года, и что на момент написания статьи почти треть песен в Billboard Hot 100 были хип-хоп-песнями. В аналогичной статье 1990 года Роберт Хилбёрн из Los Angeles Times рассматривал коммерческое появление хип-хоп-музыки в перспективе:
Это было 10 лет назад, когда «Rapper’s Delight» группы The Sugarhill Gang стал первым рэп-синглом, вошедшим в национальный Top 20. Кто тогда мог подумать, что эта музыка вообще появится в 1990 году, не говоря уже о том, чтобы привлекать столько же внимания публики, как Public Enemy и N.W.A? «Rapper’s Delight» была новинкой, которая рассматривалась большей частью поп-сообщества просто как лёгкое ответвление диско — и этот имидж оставался неизменным на долгие годы. Случайные записи, в том числе «The Message» Grandmaster Flash and the Furious Five в 1982 году и «It’s Like That» Run-DMC в 1984 году, получали одобрение критиков, но рэп, в основном, был отвергнут как мимолётное увлечение — слишком повторяющееся, слишком одномерное. Тем не менее, рэп никуда не делся, и взрыв энергии и воображения в конце 1980-х годов оставляет рэп сегодня как, возможно, самый жизненно важный новый улично-ориентированный звук в поп-музыке с рождения рока в 1950-х годах.
В 1990 году во время работы с хип-хаус-группой Snap!, Рональду «Би-Стингер» Сэвиджу, бывшему участнику Universal Zulu Nation, приписали создание термина «Шесть элементов хип-хоп-движения», вдохновлённого записями Public Enemy. «Шесть элементов хип-хоп-движения»: Осведомлённость в вопросах самосознания, гражданских прав, активизма, справедливости, политическая осведомлённость и осведомлённость в вопросах общества в музыке; Сэвидж известен как сын хип-хоп-движения.
Рэп — это рок-н-ролл дня. Рок-н-ролл был о настроении, бунте, большом ритме, сексе и, иногда, социальных комментариях. Если это то, что вы ищете сейчас, вы найдете это здесь.
MC Hammer стал популярным благодаря мультиплатиновому альбому Please Hammer, Don’t Hurt ’Em. Пластинка достигла первой строчки, а первый сингл «U Can’t Touch This» вошёл в десятку лучших в Billboard Hot 100. MC Hammer стал одним из самых успешных рэперов начала девяностых и одним из первых общеизвестных имён в жанре. Альбом поднял рэп-музыку на новый уровень популярности. Это был первый хип-хоп-альбом, сертифицированный RIAA как бриллиантовый, его продажи превысили десять миллионов. Он остаётся одним из самых продаваемых альбомов этого жанра за всё время. На сегодняшний день продано 18 миллионов копий альбома. Выпущенный в 1990 году, «Ice Ice Baby» Ваниллы Айса стал первым хип-хоп-синглом, который возглавил чарты Billboard в США. Он также занял первое место в Великобритании, Австралии и других странах и получил признание за то, что помог разнообразить хип-хоп, представив его широкой аудитории. В 1992 году Dr. Dre выпустил The Chronic. Помимо того, что этот альбом помог сделать гангста-рэп Западного побережья более коммерчески жизнеспособным, чем хип-хоп Восточного побережья, этот альбом основал стиль под названием джи-фанк, который вскоре стал доминировать в хип-хопе Западного побережья. Этот стиль получил дальнейшее развитие и популяризацию благодаря альбому Снуп Догга 1993 года, Doggystyle. Тем не менее, хип-хоп всё ещё встречал сопротивление со стороны чёрного радио, включая современные городские радиостанции. Расселл Симмонс сказал в 1990 году: «Чёрные радиостанции ненавидели рэп с самого начала, и ему до сих пор сопротивляются».
Несмотря на отсутствие поддержки со стороны некоторых радиостанций для чернокожих, хип-хоп стал самым продаваемым музыкальным жанром в середине 1990-х годов и самым продаваемым музыкальным жанром к 1999 году, когда был продан 81 миллион компакт-дисков. К концу 1990-х в хип-хопе доминировали Wu-Tang Clan, Puff Daddy и The Fugees. The Beastie Boys продолжали свой успех на протяжении всего десятилетия, пересекая цветовые барьеры и завоёвывая уважение многих разных артистов. Лейблы звукозаписи из Атланты, Сент-Луиса и Нового Орлеана также получили известность благодаря своим местным сценам. Примечательна также была рэп-сцена Среднего Запада с быстрым вокальным стилем таких исполнителей, как Bone Thugs-n-Harmony, Tech N9ne и Twista. К концу десятилетия хип-хоп стал неотъемлемой частью популярной музыки, и многие американские поп-песни содержали компоненты хип-хопа.

### Соперничество Востока и Запада
Хип-хоп соперничество между Восточным и Западным побережьями было враждой между артистами и фанатами хип-хопа Восточного побережья и хип-хопа Западного побережья в Соединённых Штатах с 1991 по 1997 год, особенно в период с 1994 по 1997 год. В центре вражды были рэпер Восточного побережья The Notorious B.I.G. (и его нью-йоркский лейбл, Bad Boy Records) и рэпер Западного побережья Tupac Shakur (и лос-анджелесский лейбл Шуга Найта, Death Row Records, частью которого он был). Это соперничество началось ещё до того, как сами рэперы вышли на сцену. Поскольку Нью-Йорк является родиной хип-хопа, артисты с Западного побережья чувствовали себя так, как будто они не получали такого же освещения в СМИ и общественного внимания, как Восточное побережье. Со временем известность обоих рэперов стала расти, и по мере того, как они оба становились всё более известными, напряжённость продолжала расти. В конце концов, оба артиста были смертельно ранены после обстрела из проезжающего мимо автомобиля неизвестными лицами в 1997 и 1996 годах соответственно.

#### Хип-хоп Восточного побережья

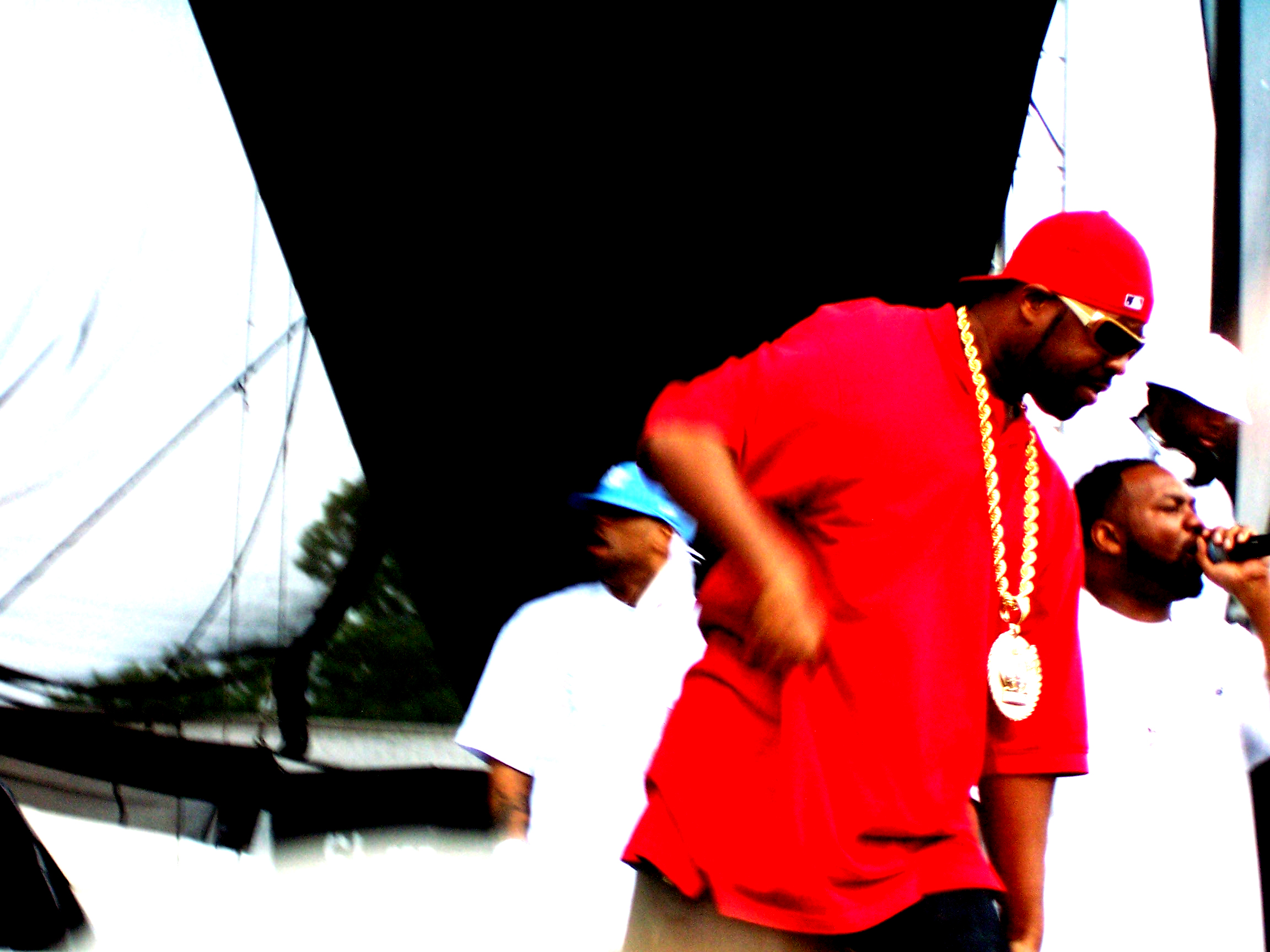
Wu-Tang Clan на фестивале The Virgin Festival в 2007 году

В начале 1990-х в хип-хопе Восточного побережья доминировала супер-группа Native Tongues, в которую входили группа De La Soul с продюсером Prince Paul, A Tribe Called Quest, The Jungle Brothers, а также их дочерние группы 3rd Bass, Main Source, и менее успешные Black Sheep и KMD. Первоначально концепция «старения маргариток», подчёркивающая положительные аспекты жизни, вскоре стала популярной, но вскоре в неё вошли более мрачные материалы (такие как заставляющая задуматься «Милли наставила пистолет на Санту»). Такие артисты, как Masta Ace (особенно за альбом SlaughtaHouse), Brand Nubian, Public Enemy, Organized Confusion и Tragedy Khadafi занимали более откровенно воинственную позу, как по звучанию, так и по манере. В 1993 году альбом Enter the Wu-Tang (36 Chambers) группы Wu-Tang Clan возродил хип-хоп-сцену Нью-Йорка, представив хардкор-рэп Восточного побережья, эквивалентный по интенсивности тому, что создавалось на Западном побережье. Согласно AllMusic, продакшн двух альбомов Mobb Deep, The Infamous (1995) и Hell on Earth (1996), «обязан» раннему продакшену RZA с группой Wu-Tang Clan.
Успех таких альбомов, как Illmatic от Nas и Ready to Die от The Notorious B.I.G., в 1994 году укрепил статус Восточного побережья во времена господства Западного побережья. В мартовском выпуске журнала The Source за 2002 год Nas назвал 1994 год «возрождением хип-хопа Нью-Йорка». Продакшн RZA, особенно для Wu-Tang Clan, оказал влияние на таких артистов, как Mobb Deep, благодаря сочетанию несколько отстранённых инструментальных циклов, сильно сжатых и обработанных ударных и гангста лирического содержания. Сольные альбомы Wu-Tang, такие как Only Built 4 Cuban Linx от Raekwon the Chef, Ironman от Ghostface Killah и Liquid Swords от GZA, теперь считаются классикой наряду с «основным» материалом Wu-Tang. База клана расширилась на другие группы, названные «Wu-affiliates». Такие продюсеры, как DJ Premier (в первую очередь для Gang Starr, но также и для других аффилированных исполнителей, таких как Jeru the Damaja), Pete Rock (с CL Smooth и предоставляющим биты для многих других), Buckwild, Large Professor, Diamond D и Q-Tip предоставляли биты для множества MC в то время, независимо от их местонахождения. Такие альбомы, как Illmatic от Nas, Word…Life от O.C. (1994) и Reasonable Doubt от Jay-Z (1996) состоят из битов от этой группы продюсеров.
Соперничество между рэперами Восточного и Западного побережья в конечном итоге переросло в личное. Позже в том же десятилетии деловая хватка Bad Boy Records проверила себя против Jay-Z и его лейбла Roc-A-Fella Records, а на западном побережье — Death Row Records. С середины до конца 1990-х годов появилось поколение рэперов, таких как участники D.I.T.C. — покойные Big L и Big Pun. На Восточном побережье, хотя «крупный бизнес» на рынке доминировал в коммерческом плане, в конце 1990-х — начале 2000-х годов был отмечен ряд относительно успешных инди-лейблов Восточного побережья, таких как Rawkus Records (с которыми Mos Def и Talib Kweli добились успеха) и позже Def Jux. История двух лейблов переплетена: последний был основан EL-P из Company Flow как реакция на первый и предлагал выход более андеграундным артистам, таким как Mike Ladd, Aesop Rock, Mr Lif, RJD2, Cage и Cannibal Ox. Другие артисты, такие как Hispanic Arsonists и «поэтический слэм-поэт, ставший MC», Сол Уильямс, имели разный успех.

#### Хип-хоп Западного побережья

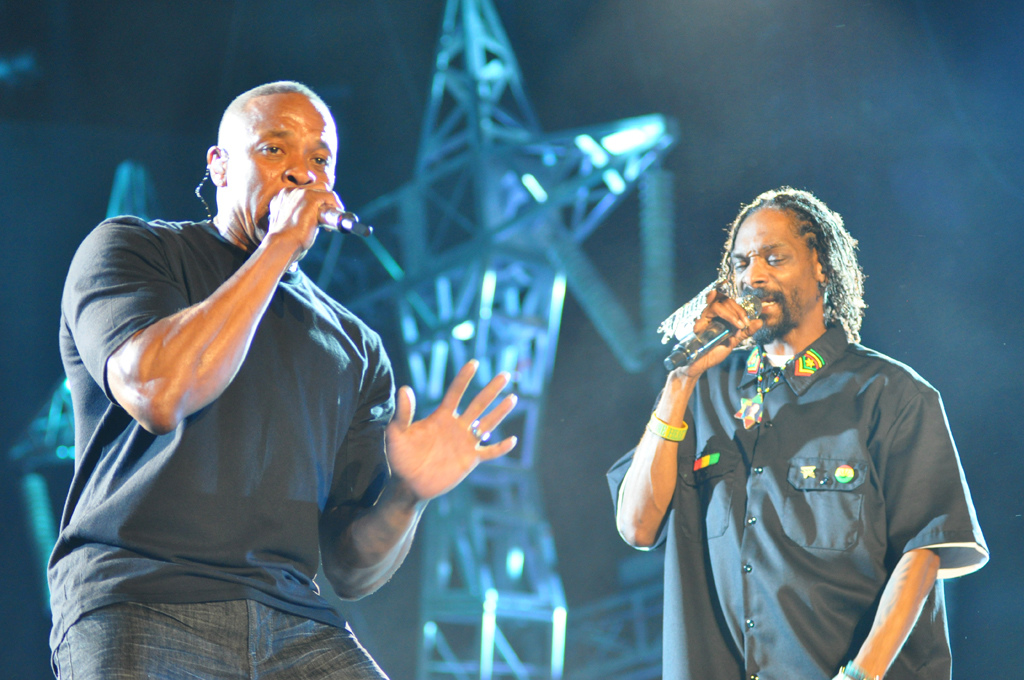
Dr. Dre выступает со Snoop Dogg, 2012 год

После того, как N.W.A. распались, бывший участник Dr. Dre выпустил The Chronic в 1992 году, который занял 1-е место в R&B/хип-хоп-чарте, 3-е место в поп-чарте и породил сингл «Nuthin 'but a 'G' Thang», занявший 2-е место в поп-чарте. The Chronic поместил рэп Западного побережья в новое направление, находясь под сильным влиянием Пи-Фанковых исполнителей, сочетая плавные и легкие фанк-биты с медленно протяжной лирикой. Это стало известно как джи-фанк и хип-хоп доминировал в мейнстриме в начале-середине 1990-х благодаря списку артистов на лейбле Шуга Найта Death Row Records, включая Тупака Шакура, чей двойной альбом All Eyez on Me стал большим хитом с песнями «Ambitionz az a Ridah» и «2 of Amerikaz Most Wanted», и Snoop Doggy Dogg, чей Doggystyle включал такие хиты, как «What’s My Name?» и «Gin and Juice». Поскольку лейбл Death Row в Лос-Анджелесе построил империю вокруг Дре, Снупа и Тупака, он также вступил в соперничество с нью-йоркским лейблом Bad Boy Records, возглавляемым Puff Daddy и The Notorious B.I.G.
Отдельно от этой сцены были другие артисты, такие как Freestyle Fellowship и The Pharcyde, а также более андеграундные артисты, такие как коллектив Solesides (DJ Shadow и Blackalicious среди других), Jurassic 5, Ugly Duckling, People Under The Stairs, Tha Alkaholiks и Souls of Mischief, представлявшие собой возвращение к хип-хоп-корням семплирования и хорошо спланированным схемам рифмовки.

### Дальнейшая диверсификация

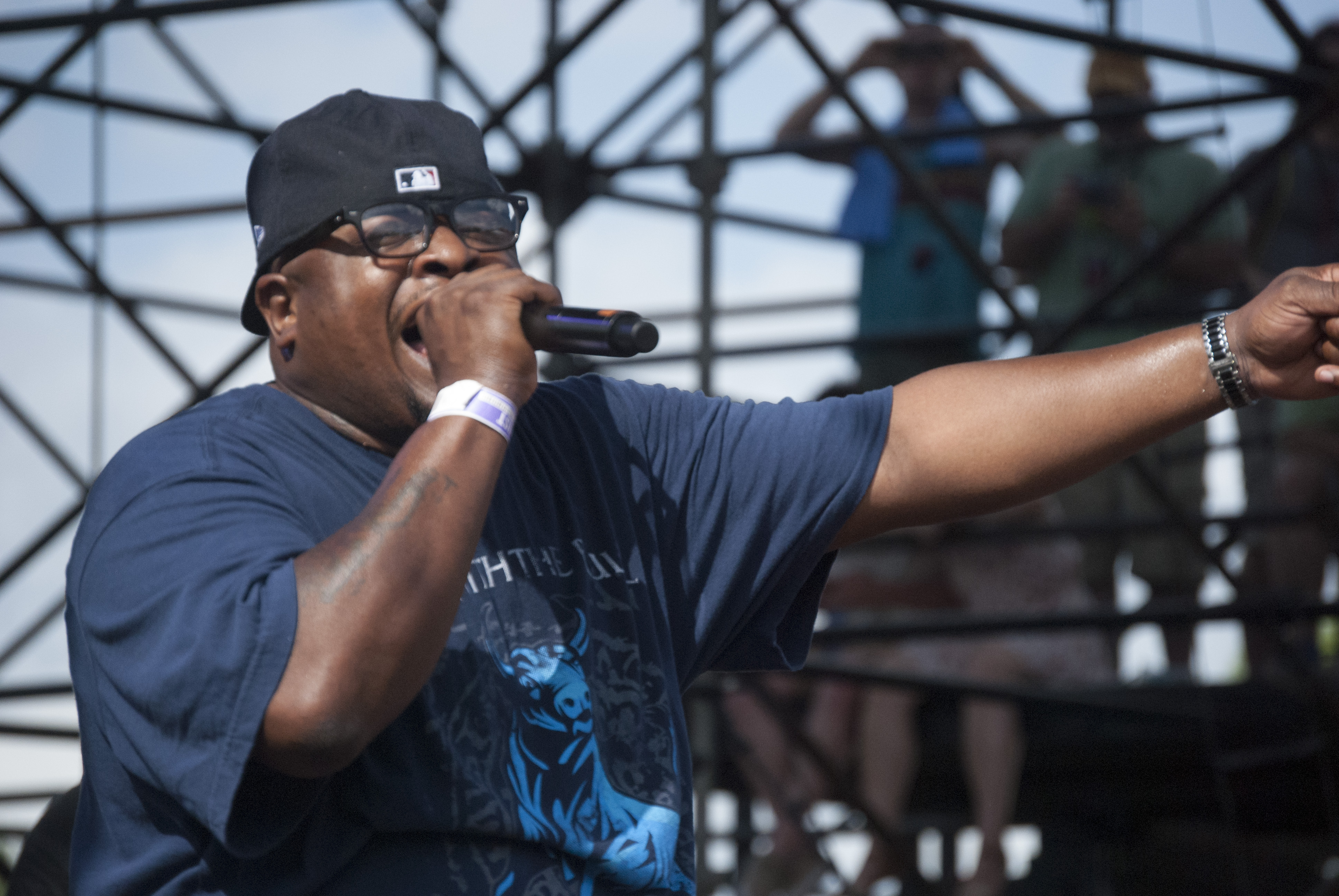
Рэпер Scarface из южноамериканской группы Geto Boys

В 1990-х годах хип-хоп начал расширяться вместе с другими региональными стилями, появившимися на национальной сцене. Южный рэп стал популярен в начале 1990-х. Первыми южными рэперами, привлёкшими всеобщее внимание, были участники группы Geto Boys из Хьюстона, штат Техас. Корни южного рэпа уходят корнями в успех альбомов Geto Boys: Grip It! On That Other Level (1989), и спродюсированные Риком Рубином альбомы The Geto Boys (1990) и We Can’t Be Stopped (1991). Район Хьюстона также произвёл других артистов, которые стали пионерами раннего южного рэпа, таких как UGK и сольная карьера рэпера Scarface.
Артисты хип-хопа Атланты сыграли ключевую роль в дальнейшем расширении рэп-музыки и продвижении южного хип-хопа в мейнстрим. Были очень хорошо приняты критиками такие релизы, как 3 Years, 5 Months and 2 Days in the Life Of… от Arrested Development в 1992 году, Soul Food от Goodie Mob в 1995 году и ATLiens от OutKast в 1996 году. Другие характерные региональные звуки из Сент-Луиса, Чикаго, Вашингтона, Детройта и других стран начали набирать популярность.
То, что когда-то было рэпом, теперь стало хип-хопом, бесконечно разнообразным массовым явлением, которое продолжает поляризовать более старых рок-н-роллеров, хотя в конце концов это явление убедило некоторых специалистов широкого профиля в том, что оно может иметь непреходящую художественную ценность — открытие, в котором они были побеждены миллионами молодых потребителей, чёрными и белыми.
В золотую эру элементы хип-хопа продолжали ассимилироваться в другие жанры популярной музыки. Первые волны рэп-рока, рэпкора и рэп-метала — соответственно слияния хип-хопа и рока, хардкор-панка и метала — стали популярными среди основной аудитории в это время; Run-DMC, Beastie Boys и Rage Against the Machine были одними из самых известных групп в этих областях. На Гавайях такие группы, как Sudden Rush, объединили элементы хип-хопа с местным языком и политическими проблемами, чтобы сформировать стиль, названный na mele paleoleo.
Релиз 1993 года группы Digable Planets Reachin' (A New Refutation of Time and Space) был влиятельным джаз-рэп-альбомом, в котором были засемплированы такие артисты, как Дон Черри, Сонни Роллинз, Арт Блэйки, Херби Мэнн, Херби Хэнкок, Грант Грин и Рахсаан Роланд Кёрк. Альбом породил хит-сингл «Rebirth of Slick (Cool Like Dat)», который достиг 16 строчки в Billboard Hot 100.

## 1997—2006: Эра украшений

### Коммерциализация и новые направления

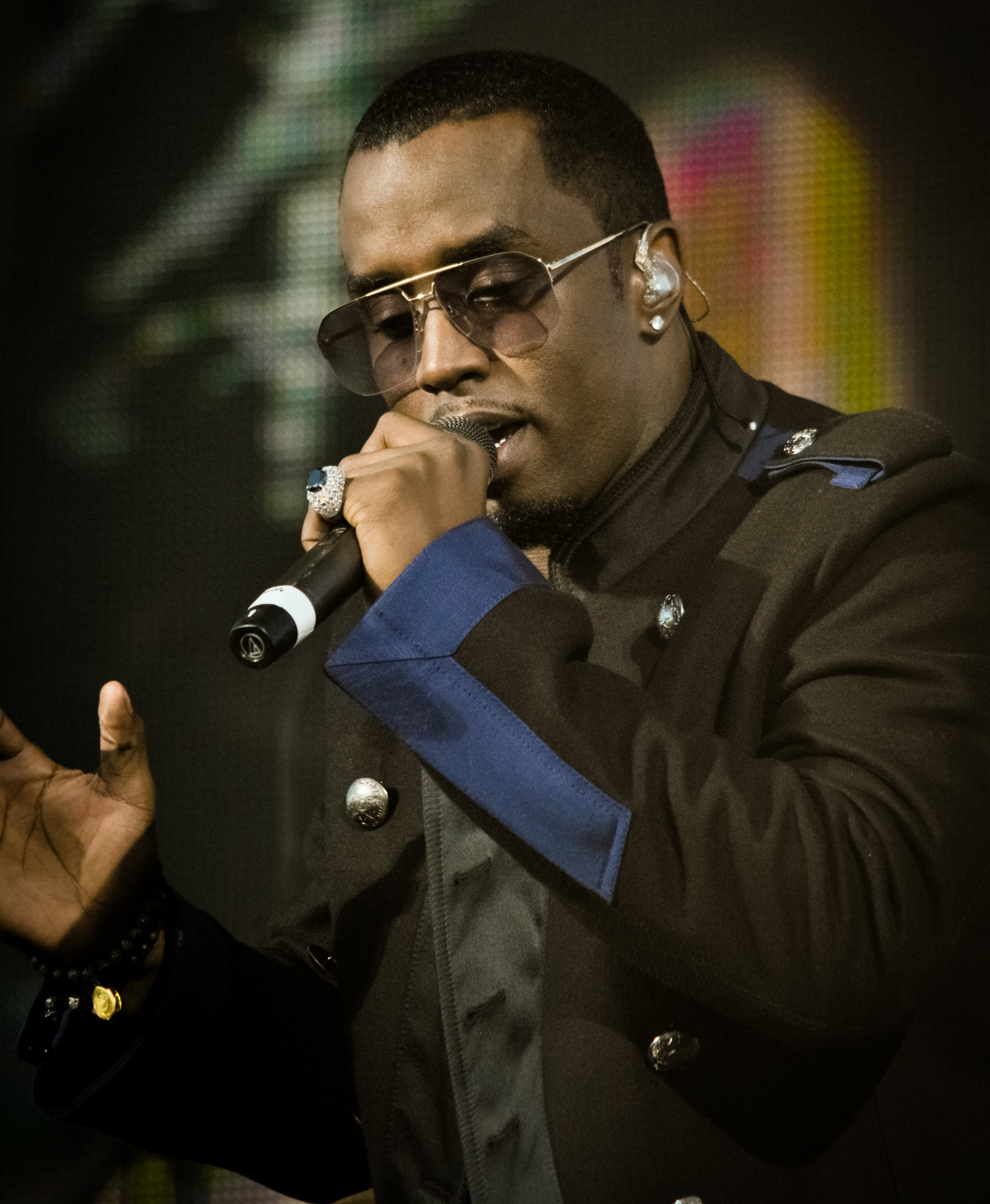
Puff Daddy выступает в 2010 году

В конце 1990-х, после смерти Тупака Шакура и The Notorious B.I.G., на хип-хоп-сцене появилось новое коммерческое звучание, которое иногда называют «эрой украшений» (заимствовано из песни Лил Уэйна «Bling Bling»), «эрой Джигги» (происходит от песни Уилла Смита «Gettin' Jiggy wit It»), или «эрой дорогих костюмов» (происходит от костюмов цвета металлик, которые носили некоторые рэперы в музыкальных клипах того времени, например, в «Mo Money Mo Problems» The Notorious B.I.G., Puff Daddy и Mase). До конца 1990-х годов гангста-рэп, хотя и был очень популярным жанром, также рассматривался вне мейнстрима поп-музыки, он был призван представлять опыт бедных районов города, а не «продаваться» для поп-чартов. Тем не менее, рост популярности Bad Boy Records Шона «Puff Daddy» Комбса, вызванный массовым кроссоверным успехом альбома Комбса 1997 года No Way Out, означал серьёзные стилистические изменения в гангста-рэпе (и мейнстрим хип-хопа в целом), поскольку он стал ещё более коммерчески успешным и общепринятым. Шёлковые хуки и продакшн в стиле R&B, более материалистическая тематика и семплы хитовых соул и поп-песен 1970-х и 1980-х годов были основными продуктами этого звука, который был продемонстрирован такими продюсерами, как Combs, Timbaland, The Trackmasters, The Neptunes и Скотт Сторч. Такого же успеха в это время добились Master P и его лейбл No Limit в Новом Орлеане; Master P собрал список артистов (the No Limit posse) из Нового Орлеана и включил в свою музыку влияние джи-фанка и Miami bass. Новоорлеанский лейбл Cash Money также набирал популярность в это время с такими начинающими артистами, как Birdman, Lil Wayne, B.G и Juvenile.

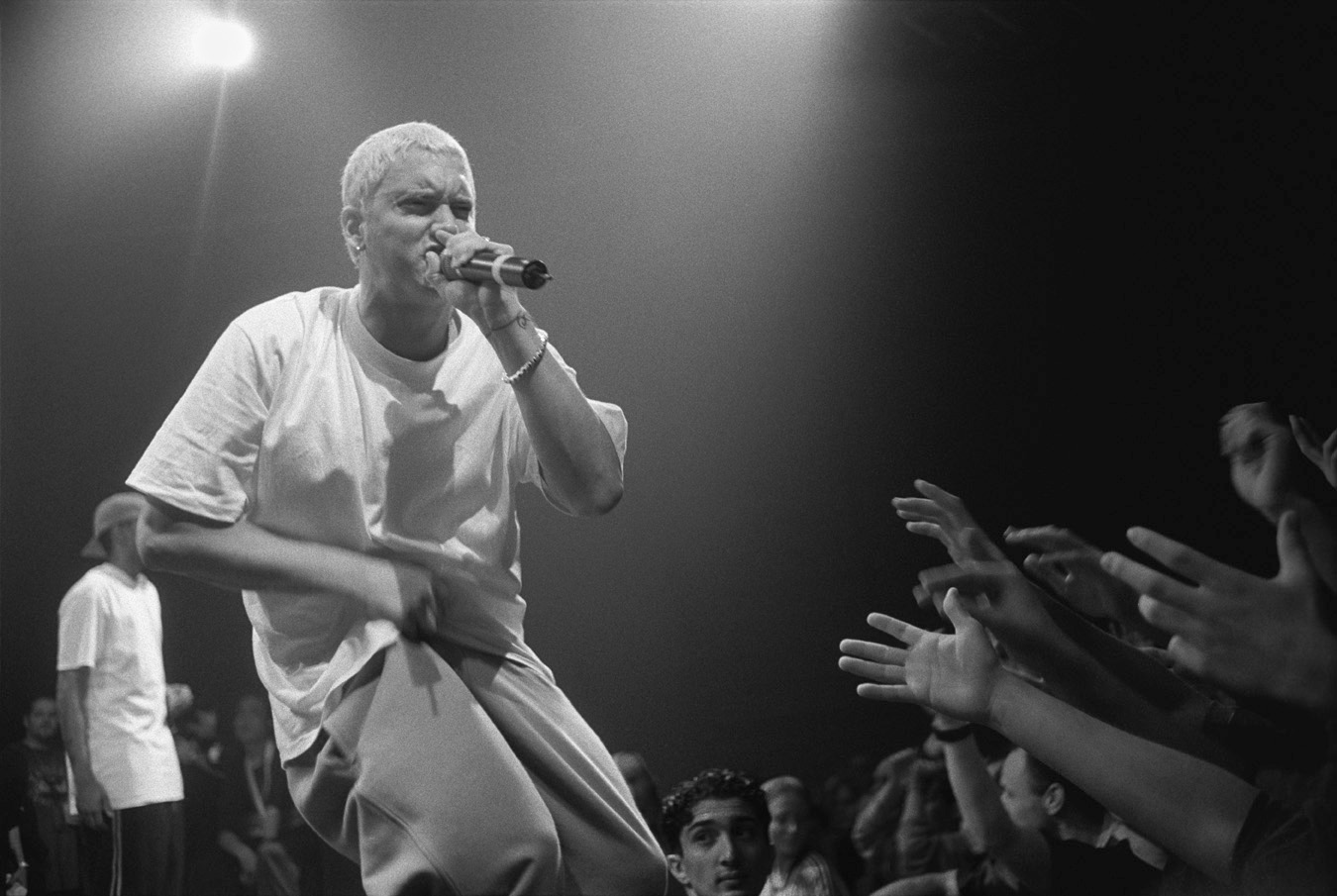
Эминем выступает в Мюнхене, Германия, в 1999 году

Многие рэперы, добившиеся в то время массового успеха, такие как Nelly, Puff Daddy, Jay-Z, более поздняя карьера Fat Joe и его Terror Squad, Mase, Ja Rule, Fabolous и Cam'ron, придерживались поп-ориентированного стиля, в то время как другие, такие как Big Pun, Fat Joe (в его более ранней карьере), DMX, Eminem, 50 Cent и его G-Unit, и The Game пользовались коммерческим успехом в то время с более жёстким стилем. Хотя белые рэперы, такие как Beastie Boys, House of Pain и 3rd Bass, ранее пользовались популярностью или получили признание критиков хип-хоп-сообщества, успех Эминема, начавшийся в 1999 году с платинового альбома The Slim Shady LP, удивил многих. Влияние хип-хопа также находило своё отражение в мейнстриме поп-музыки в этот период, особенно в таких жанрах, как R&B (например, R. Kelly, Akon, TLC, Destiny’s Child, Beyonce, Ashanti, Aaliyah, Usher), неосоул (например, Лорин Хилл, Эрика Баду, Джилл Скотт) и ню-метал (например, Korn, Limp Bizkit).

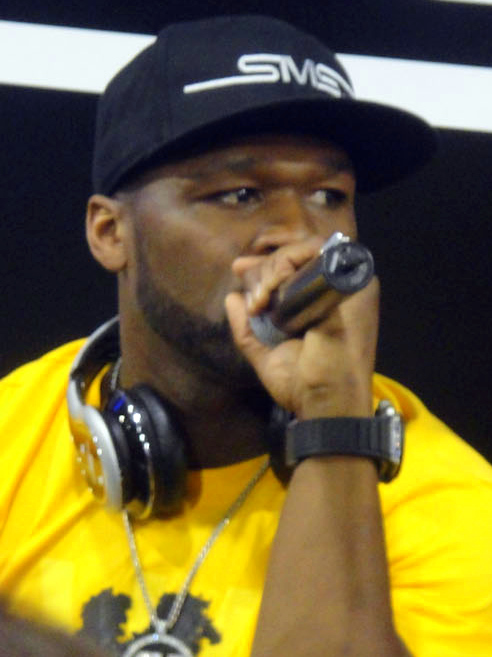
50 Cent выступает в 2012 году

Dr. Dre оставался важной фигурой в эту эру, вернувшись в 1999 году с альбомом 2001. В 2000 году он спродюсировал пластинку Эминема The Marshall Mathers LP, а также спродюсировал альбом 50 Cent 2003 года Get Rich or Die Tryin’, который дебютировал на первом месте в чартах U.S. Billboard 200. Jay-Z представлял собой культурный триумф хип-хопа той эры. По мере развития своей карьеры он прошёл путь от артиста-исполнителя до предпринимателя, президента лейбла, руководителя линии одежды, владельца клуба и консультанта по вопросам анализа конъюнктуры рынка — попутно побив рекорд Элвиса Пресли по количеству альбомов номер один в чартах журнала Billboard как сольный исполнитель.

### Расцвет альтернативного хип-хопа
Альтернативный хип-хоп, который появился в 1980-х годах, а затем пришёл в упадок, возродился в начале-середине 2000-х с возродившимся интересом широкой публики к инди-музыке. Жанр начал занимать место в мейнстриме, отчасти благодаря перекрёстному успеху таких артистов, как OutKast, Kanye West и Gnarls Barkley. Альбом OutKast 2003 года Speakerboxxx/The Love Below получил высокую оценку музыкальных критиков и понравился широкому кругу слушателей, поскольку он охватывает множество музыкальных жанров, включая рэп, рок, R&B, панк, джаз, инди, кантри, поп, электронику и госпел. Альбом также породил два хит-сингла, занявших первое место, и был сертифицирован как бриллиантовый, будучи 11 раз платиновым от RIAA за продажу более 11 миллионов экземпляров, став одним из самых продаваемых хип-хоп-альбомов всех времён. Он также получил премию Грэмми за лучший альбом года на 46-й ежегодной церемонии вручения премии Грэмми, став вторым рэп-альбомом, получившим это. Раньше альтернативные хип-хоп-группы получали признание критиков, но относительно мало освещались по радио и другим средствам массовой информации; в это время артисты альтернативного хип-хопа, такие как MF Doom, The Roots, Dilated Peoples, Gnarls Barkley, Mos Def и Aesop Rock, начали добиваться значительного признания.

### Глитч и Wonky

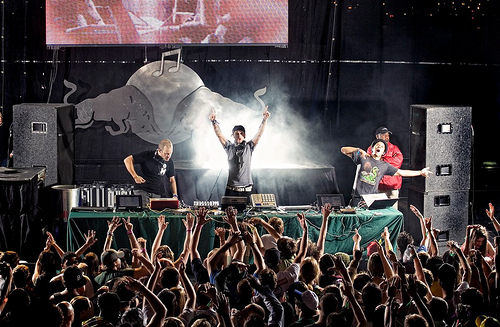
The Glitch Mob выступает в Нидерландах в 2010 году

Глитч-хоп и Wonky-музыка эволюционировали после расцвета трип-хопа, дабстепа и интеллектуальной танцевальной музыки (IDM). И глитч-хоп, и Wonky часто отражают экспериментальную природу IDM и тяжёлый бас в дабстеп-песнях. В то время как трип-хоп описывается как особый подход британского высшего среднего класса к хип-хопу, глитч-хоп и Wonky имеют гораздо большее стилистическое разнообразие. Оба жанра — это плавильные котлы влияния. Глитч-хоп содержит отголоски поп-музыки 80-х, индийской раги, эклектичного джаза и хип-хопа Западного побережья. Лос-Анджелес, Лондон, Глазго и ряд других городов стали горячими точками для этих сцен, а андеграундные сцены развивались по всему миру в небольших сообществах. Оба жанра часто отдают дань уважения более старым и более авторитетным исполнителям электронной музыки, таким как Radiohead, Aphex Twin и Boards of Canada, а также независимым хип-хоп-продюсерам, таким как J Dilla и Madlib.
Глитч-хоп — это слияние жанров хип-хопа и глитч-музыки, зародившееся в начале-середине 2000-х годов в США и Европе. В музыкальном плане он основан на нерегулярных, хаотичных брейкбитах, глитч басовых линиях и других типичных звуковых эффектах, используемых в глитч-музыке, например пропусках. Среди исполнителей глитч-хопа — Prefuse 73, Dabrye и Flying Lotus. Wonky — это поджанр хип-хопа, зародившийся примерно в 2008 году, но особенно заметный в США и Великобритании, а также среди международных исполнителей музыкального лейбла Hyperdub под влиянием глитч-хопа и дабстепа. Wonky-музыка имеет тот же глитч-стиль, что и глитч-хоп, но она была особенно известна своими мелодиями, богатыми «нестабильными синтезаторами среднего диапазона». Шотландия стала одной из самых ярких сцен с такими артистами, как Hudson Mohawke и Rustie.
Глитч-хоп и Wonky популярны среди относительно небольшой аудитории, интересующейся альтернативным хип-хопом и электронной музыкой (особенно дабстепом); ни глитч-хоп, ни Wonky не стали популярными. Однако такие артисты, как Flying Lotus, The Glitch Mob и Hudson Mohawke, добились успеха в других направлениях. Музыка Flying Lotus получила множество положительных отзывов на сайте независимых музыкальных обзоров Pitchfork.com, а также заняла видное место (пока не указанное в титрах) во время рекламных пауз для взрослых Adult Swim. Hudson Mohawke — один из немногих артистов глитч-хопа, выступавших на крупных музыкальных фестивалях, таких как Sasquatch! Music Festival.

### Кранк

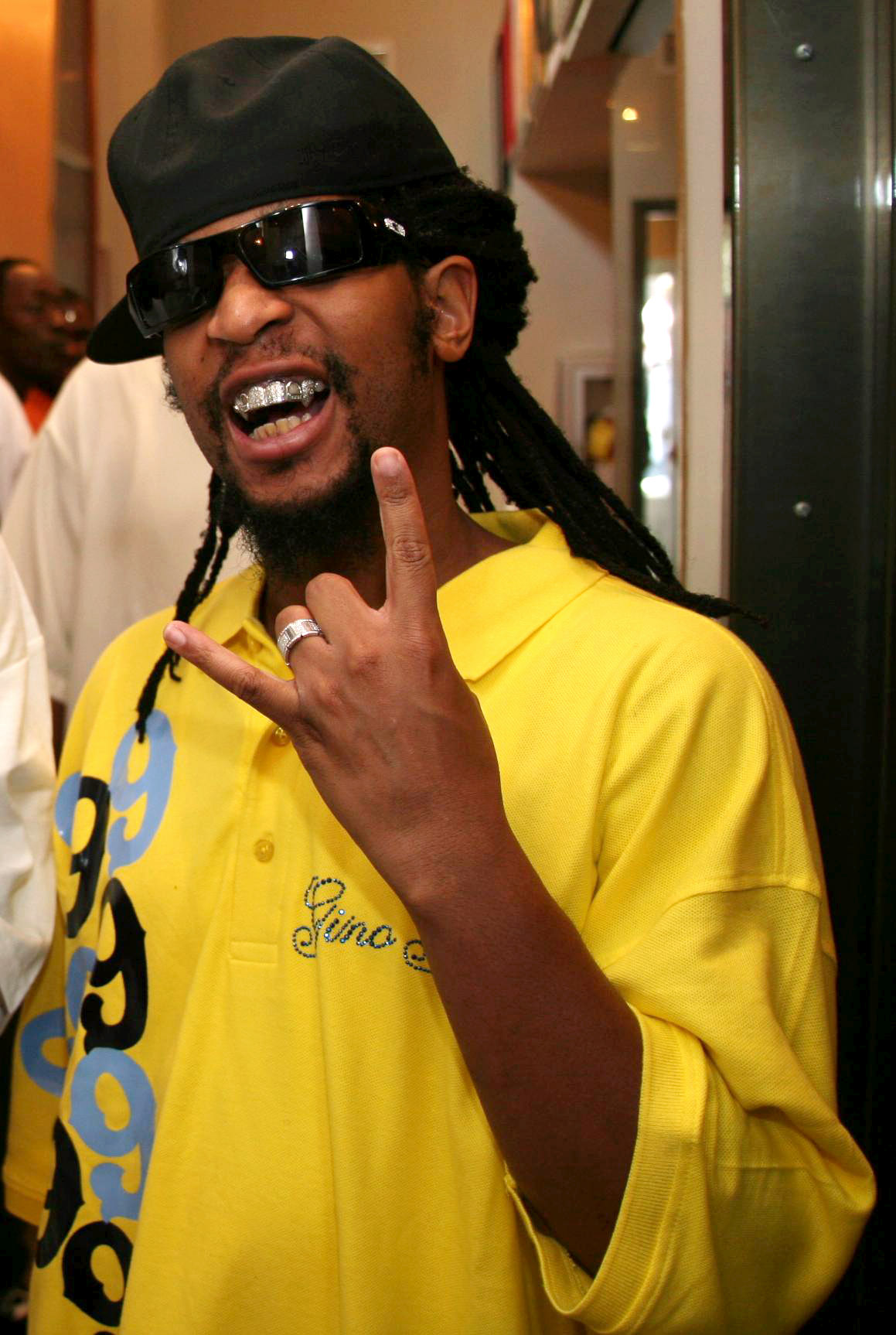
Продюсер Lil Jon — одна из самых заметных фигур в кранке

Кранк — это региональный поджанр хип-хопа, зародившийся в Теннесси на юге США в 1990-х годах под влиянием Miami bass. Один из пионеров кранка, Lil Jon, сказал, что это слияние хип-хопа, электро и электронной танцевальной музыки. Этот стиль был изобретён и коммерциализирован артистами из Мемфиса (Теннесси) и Атланты (Джорджия) и приобрёл значительную популярность в середине 2000-х благодаря Lil Jon’у и Ying Yang Twins. Обычно используются зацикленные, урезанные ритмы драм-машины. Roland TR-808 и 909 — одни из самых популярных. Петли драм-машины обычно сопровождаются простыми повторяющимися синтезаторными мелодиями и тяжёлыми басовыми «ударами». Темп музыки несколько медленнее, чем хип-хоп, примерно со скоростью реггетона. В центре внимания кранка чаще являются биты и инструментальная музыка, чем тексты песен. Однако Кранк-рэперы часто кричат и кричат свои тексты, создавая агрессивный, почти тяжёлый стиль хип-хопа. В то время как другие поджанры хип-хопа обращаются к социально-политическим или личным проблемам, кранк — это почти исключительно «музыка для вечеринок», в которой предпочтение отдаётся хип-хоп-лозунгам с призывом и ответом вместо более содержательных подходов. Кранк помог южному хип-хопу обрести популярность в этот период, поскольку классические стили Восточного и Западного побережья 1990-х годов постепенно утратили свою силу.

## 2006—2014: Эра блогов

### Снэп-музыка и влияние Интернета

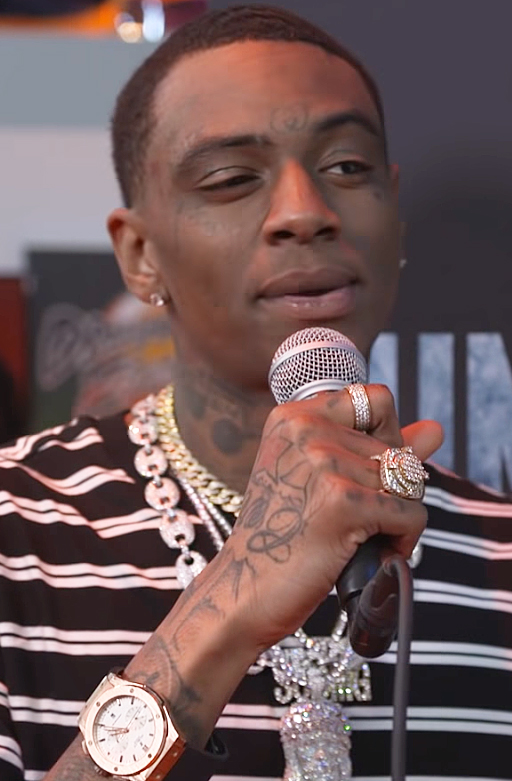
Soulja Boy даёт интервью Bandai Namco Entertainment на выставке E3 2018

Снэп-рэп (также известный как рингтон-рэп) — это поджанр кранка, который возник в Атланте, штат Джорджия, в конце 1990-х. Жанр приобрёл массовую популярность в середине 2000-х, и артисты из других южных штатов, таких как Теннесси, также начали появляться, выступая в этом стиле. Треки обычно состоят из басового барабана Roland TR-808, хай-хэта, баса, щелчка пальцами, основного грува и упрощённого вокального хука. Хитовые снэп-песни включают «Lean wit It, Rock wit It» от Dem Franchize Boyz, «Laffy Taffy» от D4L, «It’s Goin' Down» от Yung Joc и «Crank That (Soulja Boy)» от Soulja Boy. Оглядываясь назад, можно сказать, что Soulja Boy установил тенденции в хип-хопе, такие как публикация своих песен через Интернет (что помогло им стать вирусными) и проложил путь для новой волны молодых исполнителей.

### Спад продаж

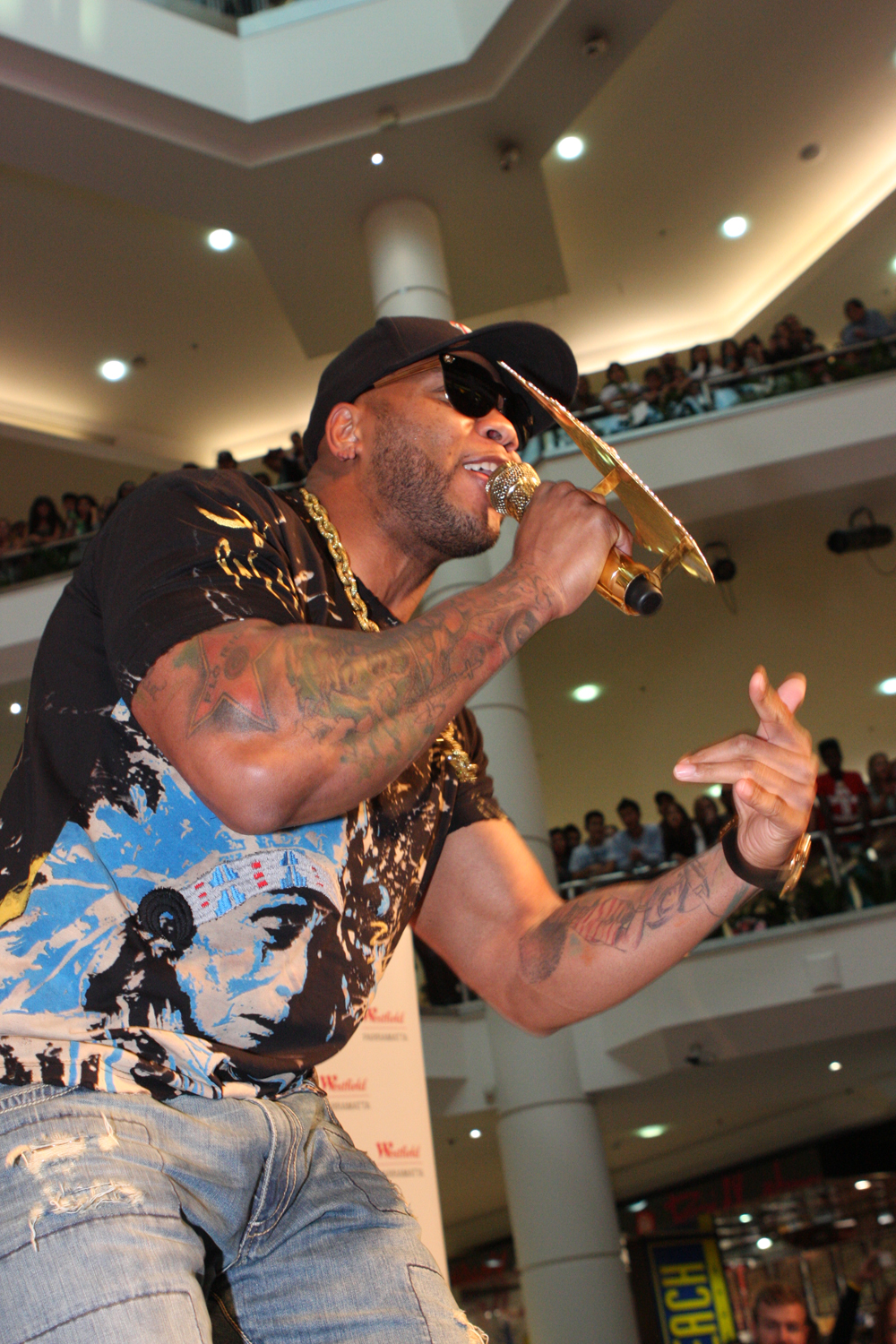
В то время как в середине-конце 2000-х годов продажи хип-хоп-музыки сильно упали, рэперы, такие как Flo Rida, добились успеха в Интернете и с синглами, несмотря на низкие продажи альбомов

Начиная с 2005 года, продажи хип-хоп-музыки в США начали резко падать, что заставило журнал Time задаться вопросом, не «умирает» ли мейнстримный хип-хоп. Журнал Billboard обнаружил, что с 2000 года продажи рэпа упали на 44 % и упали до 10 % от всех продаж музыки, что, хотя и является доминирующим показателем по сравнению с другими жанрами, является значительным падением по сравнению с 13 % всех продаж музыки, где регулярно размещается рэп. По данным Кортленда Миллоя из The Washington Post, впервые за пять лет ни один рэп-альбом не вошёл в десятку самых продаваемых в 2006 году. Культурный критик NPR Элизабет Блэр отметила, что «некоторые эксперты индустрии говорят, что молодые люди устали от насилия, унижающих достоинство образов и текстов песен». Однако в отчёте 2005 года Generation M: Media in the Lives of 8-18 Year-Olds говорится, что хип-хоп является самым популярным музыкальным жанром для детей и подростков, который ежедневно слушают 65 процентов детей в возрасте от 8 до 18 лет.
Другие журналисты говорят, что музыка так же популярна, как и когда-либо, но фанаты нашли другие способы потреблять музыку, такие как незаконное скачивание музыки через P2P-сети вместо покупки альбомов и синглов в законных магазинах. Например, Flo Rida известен своими низкими продажами альбомов, несмотря на то, что его синглы являются мейнстримом и имеют цифровой успех. Его второй альбом R.O.O.T.S. был продан всего лишь в количестве 200 тысяч копий в США, что не могло соответствовать продажам сингла «Right Round». То же самое случилось с ним в 2008 году. Некоторые обвиняют хип-хоп в том, что со временем он стал менее лирическим, например дебютный альбом Soulja Boy 2007 года souljaboytellem.com, который получил отрицательные отзывы. Отсутствие семплирования, ключевого элемента раннего хип-хопа, также было отмечено ухудшением качества современных альбомов. Например, в альбоме рэпера T.I. Paper Trail 2008 года использовалось всего четыре семпла, а в альбоме Moment of Truth группы Gang Starr 1998 года — 35 семплов. Уменьшение объёма семплирования частично связано с тем, что это слишком дорого для продюсеров.
В документальном фильме Байрона Херта Hip Hop: Beyond Beats and Rhymes он утверждает, что хип-хоп превратился из «умных рифм и танцевальных битов» в «пропаганду личной, социальной и криминальной коррупции». Несмотря на падение продаж пластинок в музыкальной индустрии, хип-хоп остаётся популярным жанром, причём хип-хоп-исполнители по-прежнему регулярно возглавляют чарты Billboard 200. Только в первой половине 2009 года альбомы таких артистов, как Эминем, Рик Росс, The Black Eyed Peas и Fabolous, достигли первой позиции в чарте Billboard 200. Альбом Эминема Relapse был одним из самых продаваемых альбомов 2009 года.

### Инновации и возрождение

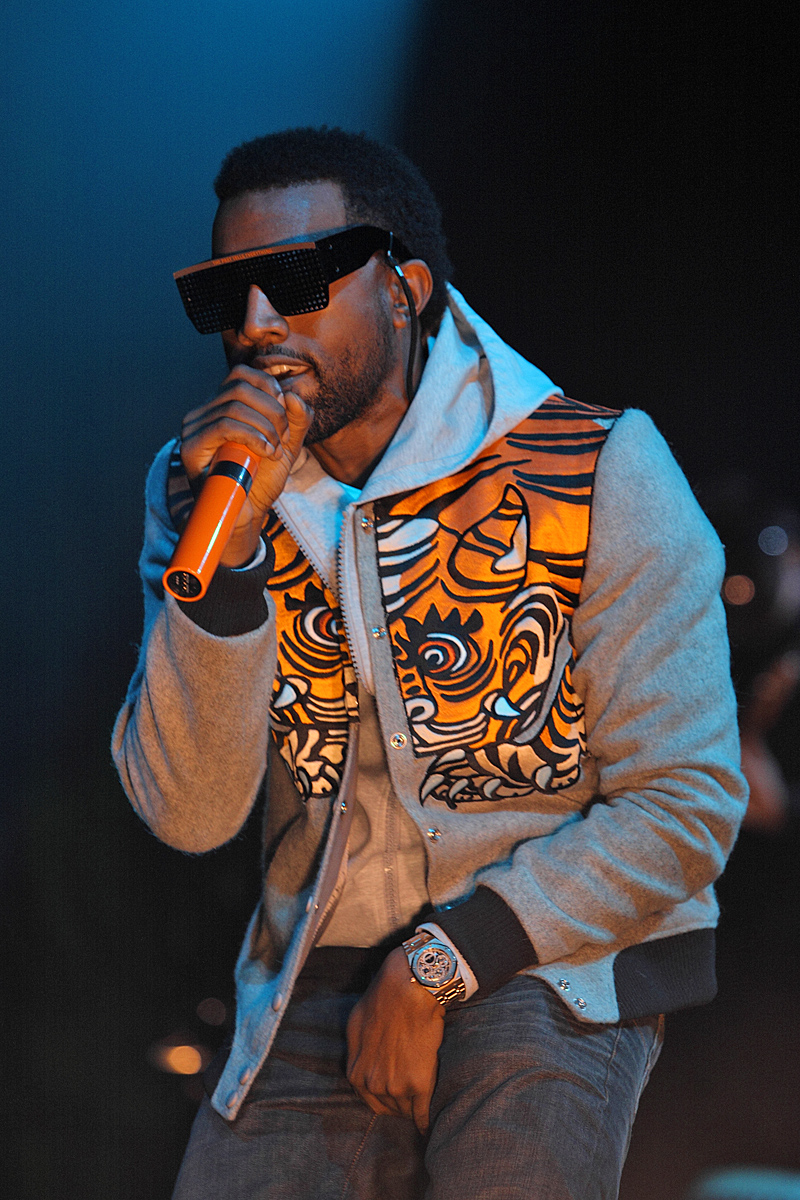
Kanye West выступает в 2008 году

К концу 2000-х альтернативный хип-хоп занял своё место в мейнстриме, отчасти из-за снижения коммерческой жизнеспособности гангста-рэпа. Наблюдатели считают, что гонка продаж между альбомами Graduation от Канье Уэста и Curtis от 50 Cent является поворотным моментом для хип-хопа. Уэст вышел победителем, продав почти миллион копий только за первую неделю, доказав, что инновационная рэп-музыка может быть такой же коммерчески жизнеспособной, как гангста-рэп, если не больше. Хотя он задумал его как меланхоличный поп-альбом, а не как рэп-альбом, последовавший после него 808s & Heartbreak значительно повлиял на хип-хоп-музыку. Хотя его решение петь о любви, одиночестве и душевной боли на протяжении всего альбома поначалу подвергалось резкой критике со стороны музыкальной аудитории, и альбом предсказывался провалом, его последующее признание критиков и коммерческий успех побудил других мейнстримных рэперов идти на больший творческий риск со своей музыкой. Во время выпуска The Blueprint 3 нью-йоркский рэп-магнат Jay-Z объявил, что следующий студийный альбом будет экспериментальным, заявив: «… он не будет альбомом № 1. Вот где я сейчас нахожусь. Я хочу сделать самый экспериментальный альбом, который я когда-либо делал». Jay-Z пояснил, что, как и Канье, он был недоволен современным хип-хопом, его вдохновляли инди-рокеры, такие как Grizzly Bear, и утверждал, что верит в то, что движение инди-рока будет играть важную роль в продолжении эволюции хип-хопа.

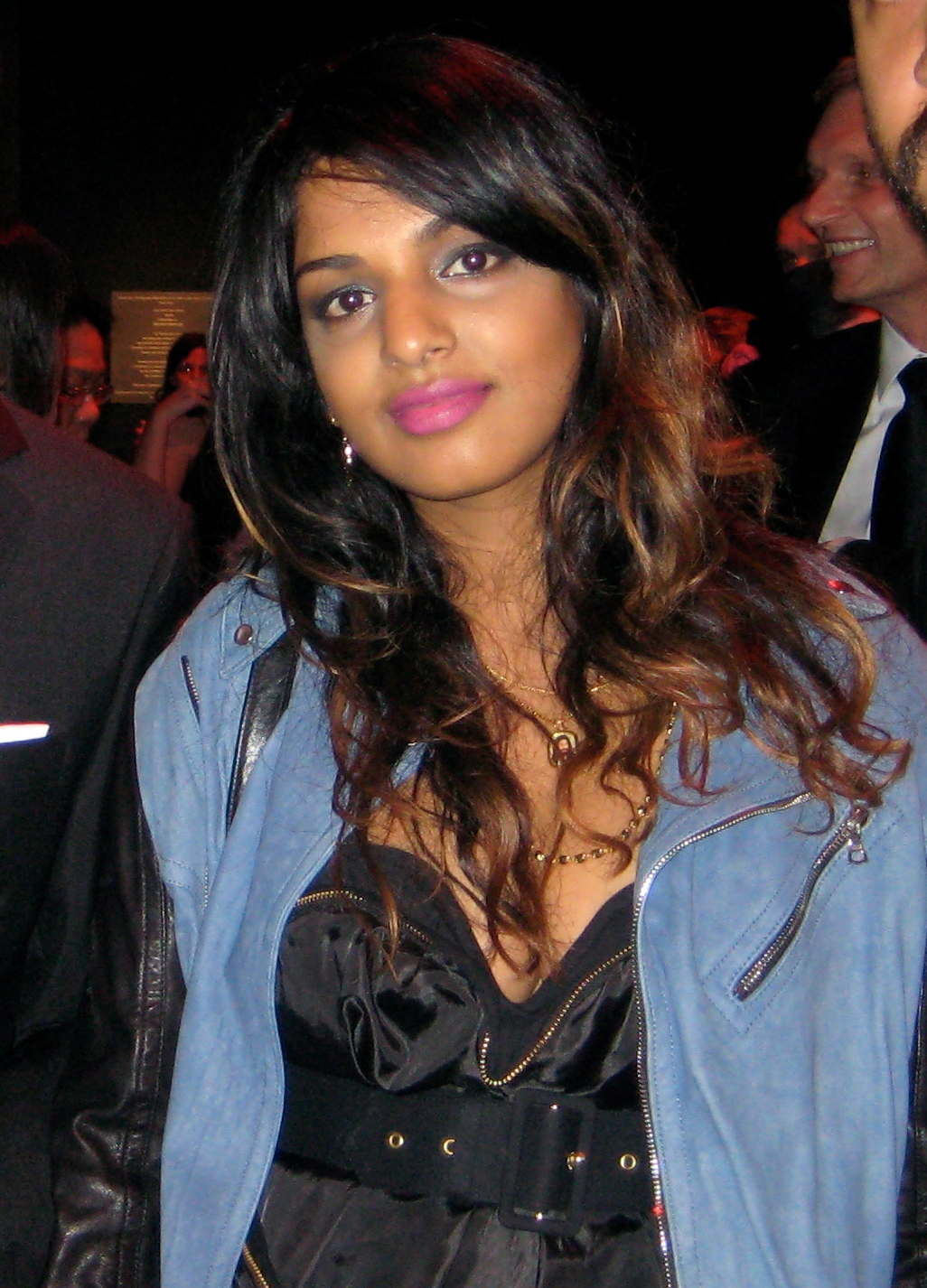
В 2009 году журнал Time разместил M.I.A. в списке Time 100 «Самых влиятельных людей мира»

Альтернативное хип-хоп-движение не ограничивалось только Соединёнными Штатами Америки, поскольку рэперы, такие как сомалийско-канадский поэт K’naan, японский рэпер Shing02 и британский артист из Шри-Ланки M.I.A. добились значительного всемирного признания. В 2009 году журнал Time поместил M.I.A. в список Time 100 «Самых влиятельных людей мира» за «глобальное влияние во многих жанрах». Глобально-тематические движения также вышли из международной хип-хоп-сцены с такими микро-жанрами, как «Islamic Eco-Rap», которые решают проблемы мирового значения с помощью традиционно бесправных голосов.
Отчасти из-за всё более широкого распространения музыки через социальные сети и блоги, многие альтернативные и безальтернативные рэперы нашли признание широкой аудитории, поэтому эту эру хип-хопа иногда называют «эрой блогов». Нескольким артистам, таким как Кид Кади и Дрейк, удалось достичь вершин хит-парадов благодаря песням «Day 'n' Nite» и «Best I Ever Had» соответственно, выпустив свою музыку на бесплатных онлайн-микстейпах без помощи крупного звукозаписывающего лейбла. Критики отмечали, что начинающие артисты того времени, такие как Wale, Kendrick Lamar, J. Cole, Lupe Fiasco, The Cool Kids, Jay Electronica и B.o.B, выражали эклектичные звуки, чувственный жизненный опыт и уязвимые эмоции, которые редко встречались в предыдущую «эру украшений».
Также в это время вокальный эффект Auto-Tune стал популярным благодаря рэперу T-Pain, который подробно остановился на эффекте и активно использовал Auto-Tune в своих песнях. Он ссылается на то, что нью-джек-свинг продюсер Teddy Riley и фанк-исполнитель Roger Troutman использовали ток-бокс как источник вдохновения для собственного использования автотюна. T-Pain настолько стал ассоциироваться с Auto-Tune, что у него было приложение для iPhone, названное в его честь, которое имитировало эффект под названием «I Am T-Pain». В конце концов, получив название «эффект T-Pain», использование автотюна стало популярным в хип-хопе конца 2000-х — начала 2010-х, примерами являются песня «Sexual Eruption» Снуп Догга, песня «Lollipop» Лил Уэйна, альбом Канье Уэста 808s & Heartbreak и хит номер один группы The Black Eyed Peas «Boom Boom Pow».

## 2014 — настоящее время: Эра трэпа и мамбл-рэпа

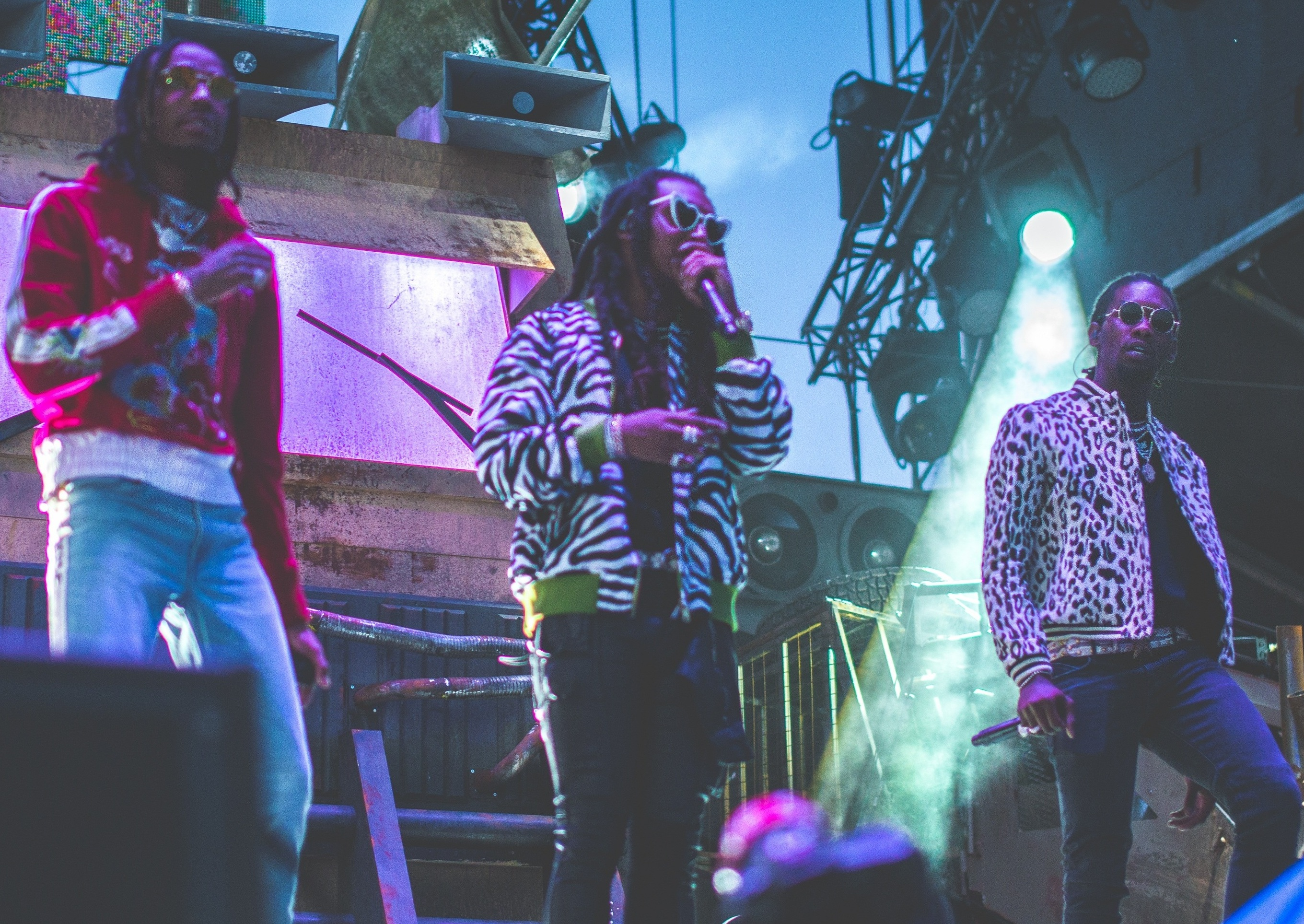
Migos выступает в августе 2017 года

Трэп — это поджанр южного рэпа, зародившийся в начале 1990-х годов. Он вырос в 2000-х годах и стал мейнстрим сенсацией, в конечном итоге достигнув повсеместного распространения в середине-конце 2010-х годов, а песни часто возглавляли хип-хоп-чарты Billboard. Типичными являются двойные или тройные разделённые хай-хэты, кик-драм из драм-машины Roland TR-808, наложённые партии синтезатора и общая тёмная, зловещая или мрачная атмосфера. Сильное влияние звучания привело к тому, что другие артисты жанра хип-хоп стали двигаться в сторону трэп-звучания, ярким примером которых являются Jay-Z и Kanye West с их совместной песней «H•A•M». Другие артисты, не принадлежащие к жанру хип-хоп, также экспериментировали с трэпом, например, песня «7/11» от Beyoncé и песня «Dark Horse» от Кэти Перри с участием Juicy J.
Крупнейшие исполнители этого жанра в 2010-х включают Waka Flocka Flame, Future, Chief Keef, Migos, Young Thug, Travis Scott, Kodak Black, 21 Savage, Yung Lean, Lil Uzi Vert, XXXTentacion, Ski Mask the Slump God, Juice Wrld, Trippie Redd, Lil Pump, Smokepurpp, Rae Sremmurd, 6ix9ine, NBA YoungBoy, Lil Baby, Fetty Wap, Cardi B и Megan Thee Stallion. Трэп-артисты, зародившиеся в 2000-х, смогли вернуть мейнстримный успех в 2010-е с появлением трэпа, в том числе 2 Chainz, Gucci Mane и Juicy J, добившись большего успеха в конце своей карьеры, чем когда они дебютировали. К трэп-продюсерам, которые добились мейнстрим успеха, относятся Metro Boomin, London on da Track и Mike WiLL Made-It.
Критики жанра трэп использовали термин «мамбл-рэп» для описания сильно автотюновой, а иногда и трудной для понимания передачи стихов большинства артистов. Артисты, давно работающие в этом жанре, высказали свои собственные комментарии относительно роста мамбл-рэпа, например, Рик Рубин, заявивший, что Эминем был сбит с толку этим жанром, и Снуп Догг, утверждающий, что он не может различать артистов. Black Thought, ведущий рэпер из группы The Roots, заявил, что «игра изменилась. Всё стало другим. Другие стандарты и другие критерии, которые принимаются во внимание при определении действительности. Мы находимся в таком историческом моменте, когда лиризм почти во многих отношениях стоит на последнем месте».
17 июля 2017 года журнал Forbes сообщил, что хип-хоп/R&B (который Nielsen SoundScan классифицирует как один и тот же жанр) потеснил рок как самый популярный музыкальный жанр, став самым популярным жанром в музыке впервые в истории США.

### Эпоха стриминга
Рост стриминг-платформ, таких как Spotify и Apple Music, в середине-конце 2010-х годов сильно повлиял на весь музыкальный бизнес в целом. Несмотря на то, что Coloring Book рэпера Chance the Rapper является бесплатным стриминг-микстейпом без коммерческого релиза, он выиграл в номинации «Лучший рэп-альбом» на 59-й церемонии «Грэмми», став первым потоковым альбомом всех времён, получившим премию «Грэмми». Канье Уэст заявил, что его собственный альбом Yeezus ознаменовал смерть компакт-дисков, и, таким образом, его последующий релиз The Life of Pablo был выпущен только в цифровом виде. The Life of Pablo также был номинирован на «Лучший рэп-альбом» 2017 года. В 2017 году Дрейк выпустил бесплатный потоковый проект под названием More Life, который он назвал «плейлистом», настаивая на том, что это не микстейп и не альбом.
Онлайн-платформа распространения аудио SoundCloud сыграла огромную роль в создании карьеры различных артистов во второй половине 2010-х годов. Мейнстрим группы, которые начали свою карьеру на SoundCloud, включают Post Malone, Lil Uzi Vert, Russ, Bryson Tiller, Lil Xan, Lil Pump, Lil Peep, Lil Skies, Smokepurpp, Ski Mask the Slump God, XXXTentacion, Trippie Redd, Playboi Carti, YBN Nahmir, Tay-K, ZillaKami, Ugly God и NAV. Эти песни обычно тесно связаны с трэпом, но также были отмечены отдельно как SoundCloud-рэп. Для них характерны угрюмые, грустные полутона и Lo-Fi грубый продакшн. Жанр был встречен большой критикой за его низкий уровень в лирике и продюсировании и проблемного характера артистов, возникающего в результате этого, например, злоупотребление наркотиками Lil Peep’а, которое привело к его смерти; многочисленные обвинения в нападении на XXXTentacion; 6ix9ine, признающий себя виновным в использовании ребёнка в сексуальных целях; и обвинения в убийстве Tay-K.
В конце 2010 — начале 2020 годов стал популярен жанр бруклинский дрилл. Наиболее его известным представителем является Pop Smoke. Десятилетие 2020-х годов началось с Родди Рича, занявшего первое место в Billboard Hot 100 с альбомом Please Excuse Me for Being Antisocial.

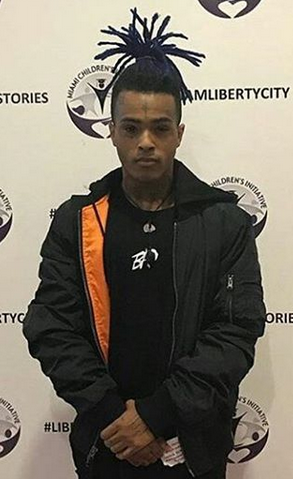
Самый прослушиваемый рэп-альбом на Spotify — альбом XXXTentacion ?

В 2021 году самыми прослушиваемыми рэперами были Doja Cat и Lil Nas X. Другими рэперами с большим числом стримингов в том же году были Дрейк, Lil Baby, Polo G, Megan Thee Stallion, Cardi B, Moneybagg Yo, Masked Wolf, Pop Smoke, Джей Коул и Lil Durk. Самый популярный рэп-альбом всех времен на Spotify — это второй студийный альбом XXXTentacion ? (2018).

## Женщины хип-хоп-исполнители
В современном обществе хип-хопа или даже рэпа признают в основном мужчин-исполнителей. Часто женщин-исполнителей не замечают. Есть много женщин, которые заметно повлияли на хип-хоп-культуру: MC Sha-Rock, MC Lyte, Queen Latifah, Lauryn Hill, Missy Elliott, Lil’ Kim, Erykah Badu, Foxy Brown, Nicki Minaj и многие другие. Из этого списка MC Sha-Rock считается пионером женской хип-хоп-культуры. Она начала свою карьеру танцовщицы брейк-данса в Бронксе, Нью-Йорк, а затем стала «первой женщиной-эмси/рэпером в хип-хоп-культуре». Её карьера была долгой. От бывшего участника группы Funky Four Plus One до участия в рифмованных баттлах MC с такими группами, как Grandmaster Flash and the Furious Five. Другим заметным пионером женского хип-хопа является Queen Latifah, урождённая Дана Элейн Оуэнс из Ньюарка (Нью-Джерси). Куин Латифа начала свою карьеру в юном возрасте, уже в 17 лет. Но вскоре после этого она стала популярной. Она выпустила свой первый полноформатный альбом All Hail the Queen в 1989 году. По мере того, как она продолжала выпускать музыку, она становилась всё более и более популярной, и её слава росла среди хип-хоп-культуры. Однако Куин Латифа не была обычным рэпером. Она рассказывала о проблемах, связанных с тем, чтобы быть чернокожей женщиной, и о проблемах социальной несправедливости, которые возникают в музыкальной индустрии. В 1993 году она записала альбом под названием Black Reign, в который вошла песня «U.N.I.T.Y.», противостоящая антифеминистской риторике и домашнему насилию, которое было заметно среди мужчин. Со временем Куин Латифа стала популярным автором песен, актрисой и продюсером. Эти ранние пионеры возглавили женскую рэп-культуру и повлияли на популярных сегодня хип-хоп-исполнителей: Cardi B, Megan Thee Stallion, Miss Mulatto, Flo Milli и многих других.

## Поджанры

### Политический хип-хоп

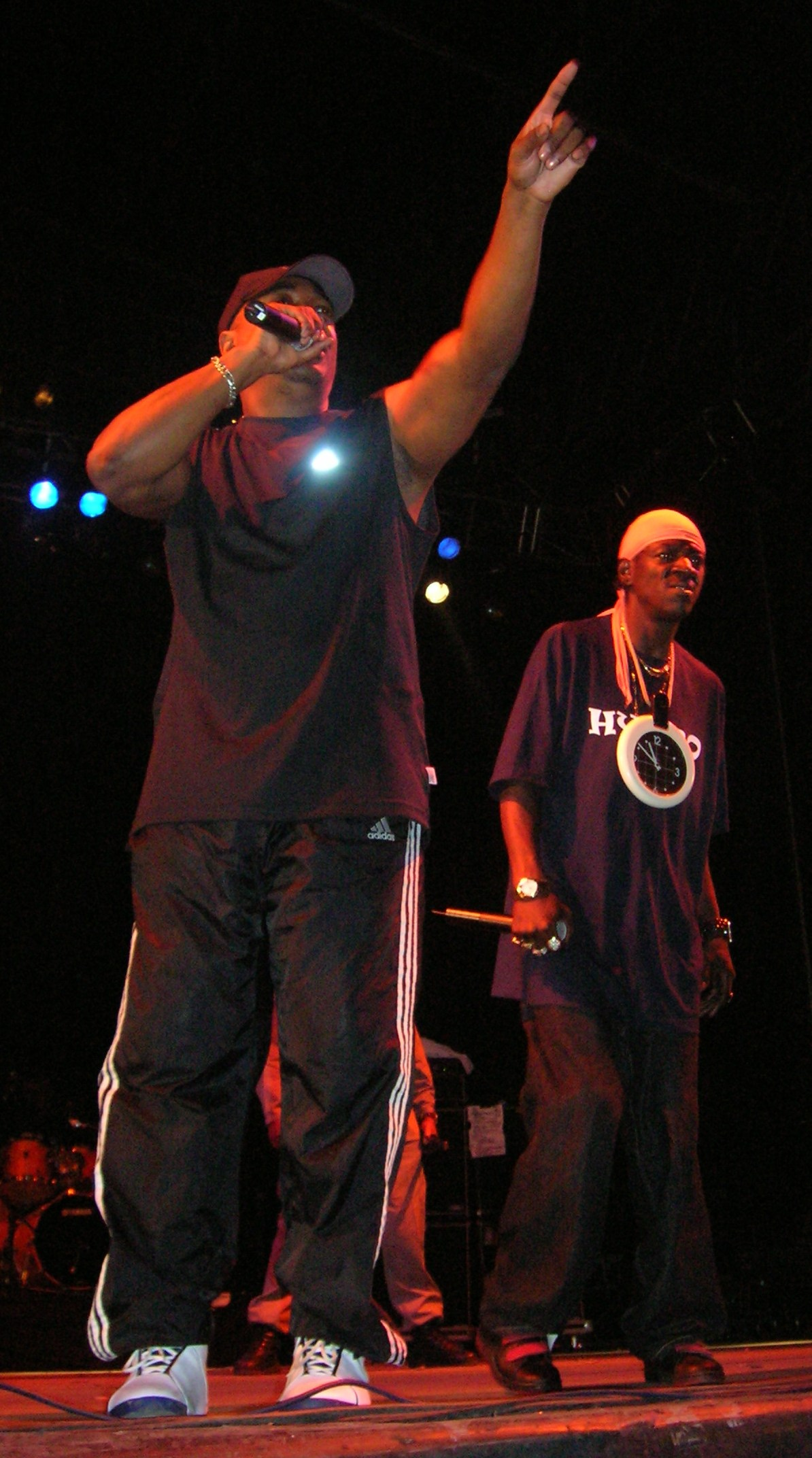
Public Enemy является первой политической хип-хоп-группой

Политический хип-хоп — это поджанр хип-хоп-музыки, который был развит в 1980-х годах как способ превратить хип-хоп в призыв к политическим и/или социальным действиям и форму социальной активности. Вдохновлённая политическими проповедниками 1970-х, такими как The Last Poets и музыкантом Гилом Скотт-Хероном, Public Enemy была первой преимущественно политической хип-хоп-группой. Жанр помог создать новую форму социального самовыражения для подчинённых групп, с тем чтобы они могли говорить о своём отчуждении, несправедливости и отсутствии власти. Политический хип-хоп — это использование хип-хоп-музыки для отправки политических сообщений, чтобы вдохновить на действия или социальные изменения или убедить слушателя в определённом мировоззрении. Не существует всеобъемлющей политической идеологии хип-хопа; скорее, существует множество точек зрения, которые варьируются от анархизма до марксизма и до ценностей нации «Пятипроцентников».
До появления политического хип-хопа движение Black Power и упор на гордость чёрных, возникший в середине 1960-х и расцветший в начале 1970-х, вдохновили на несколько комментариев, которые включали в себя идеологические элементы Black Power. Песни, выражающие тему гордости чернокожих, включают: «Say it Loud (I’m Black and Proud)» Джеймса Брауна (1969) и «Am I Black Enough for You?» Билли Пола (1972). Прото-рэп Гила Скотта-Херона оказал раннее влияние на политический и осознанный рэп, хотя большинство его более ранних социально осознанных и политических альбомов относятся к жанрам джаза, соула и фанка. После избрания Рональда Рейгана президентом в 1980 году условия в городских афроамериканских общинах ухудшились, и политические обозреватели хип-хопа начали всё больше обращать внимание на обостряющиеся социальные проблемы, такие как массовая безработица, жестокость полиции, лишение свободы, неадекватные государственные школы, политическая апатия и угнетение. Одной из первых социально ориентированных хип-хоп-песен была «How We Gonna Make the Black Nation Rise?» от Brother D with Collective Effort. Первой крупно успешной хип-хоп-песней, содержащей осознанный рэп, была «The Message» от Grandmaster Flash and the Furious Five, влиятельный политический и осознанный хип-хоп-трек, осуждающий бедность, насилие и тупиковую жизнь городской бедноты того времени. Более того, сложные социально-политические проблемы до хип-хопа и на всех его этапах сильно повлияли на его зарождение и направление.

### Альтернативный хип-хоп
Альтернативный хип-хоп (также известный как альтернативный рэп) — это поджанр хип-хоп-музыки, охватывающий широкий спектр стилей, которые обычно не считаются мейнстримом. AllMusic определяет его следующим образом: «Альтернативный рэп относится к хип-хоп-группам, которые отказываются соответствовать каким-либо традиционным стереотипам рэпа, таким как гангста-рэп, Miami bass, хардкор-хип-хоп, поп-рэп и рэп для вечеринок. Вместо этого группы размывают жанры, в равной степени опираясь на фанк и поп-рок, а также джаз, соул, регги и даже фолк-музыку».
Альтернативный хип-хоп возник в конце 1980-х и получил известность в основном в период с начала до середины 1990-х. В то время как некоторым группам, таким как Arrested Development и The Fugees, удалось добиться коммерческого успеха до распада, большинство альтернативных рэп-исполнителей, как правило, были восприняты в основном слушателями альтернативного рока, а не хип-хоп или поп-аудиторией. Коммерческому и культурному росту препятствовал появившийся тогда, значительно более жёсткий гангста-рэп Западного побережья. Возрождение произошло в конце 1990-х — начале 2000-х, на заре цифровой эры, когда у широкой публики возродился интерес к независимой музыке.
В течение 2000-х альтернативный хип-хоп вновь занял своё место в мейнстриме из-за снижения коммерческой жизнеспособности гангста-рэпа, а также перекрёстного успеха таких исполнителей, как OutKast и Kanye West. Альтернативное хип-хоп-движение распространилось за пределы США, включив сомалийско-канадского поэта K’naan, японского рэпера Shing02 и британского артиста из Шри-Ланки M.I.A. Альтернативные хип-хоп-исполнители получили признание критиков, но относительно мало освещаются по радио и другим средствам массовой информации.

### Джи-фанк

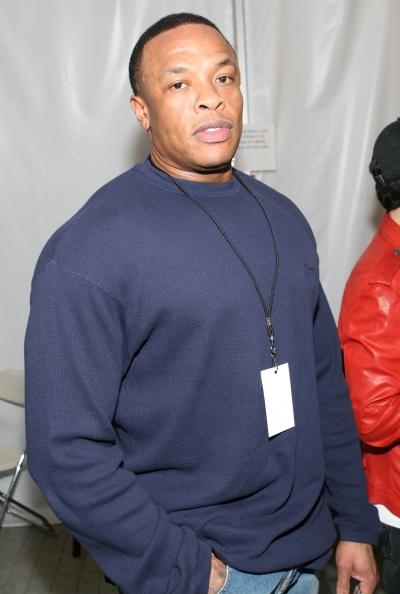
Dr. Dre является одним из влиятельных создателей джи-фанка

Джи-фанк, или гангста-фанк, — это поджанр хип-хоп-музыки, возникший из гангста-рэпа Западного побережья в начале 1990-х годов под сильным влиянием фанк-звучания 70-х годов таких исполнителей, как Parliament-Funkadelic.
Джи-фанк (англ. G-Funk) — это непринуждённая, вдохновлённая творчеством групп Parliament-Funkadelic вариация гангста-рэпа, разработанная Dr. Dre в начале 90-х. Джи-фанк, отличающийся плаксивыми дешёвыми синтезаторами, медленными грувами, глубокими басами и, иногда, безликим женским бэк-вокалом, стал самым популярным жанром хип-хопа в начале 90-х. После успеха альбома Доктора Дре 1992 года The Chronic — альбома, в котором он изобрёл и назвал жанр, — многие новые рэп-исполнители и продюсеры следовали его музыкальным приёмам, что сделало его наиболее узнаваемым звучанием в рэпе на протяжении большей части начала 90-х.
С этого времени исполнители джи-фанка с лейбла Death Row (Snoop Dogg, Nate Dogg, Warren G, Tha Dogg Pound) стали доминировать на Западе. Один за другим они выпускали альбомы, приносившие небывалую прибыль — Doggystyle (1993), Regulate…G Funk Era (1994), Dogg Food (1995). В настоящее время джи-фанк потерял популярность, которую он имел на заре существования. Теперь он стал андеграундным жанром, используемым в основном малоизвестными рэперами Калифорнии.

### Хорроркор
Хорроркор, также называемый хоррор-хип-хопом, хоррор-рэпом, дэт-хип-хопом или дэт-рэпом, — это поджанр хип-хопа, основанный на тематике ужасов и часто мрачно трансгрессивных текстах и образах. Его истоки произошли от некоторых хардкор-хип-хоп и гангста-рэп исполнителей, таких как Geto Boys, которые начали включать в свои тексты темы сверхъестественного, оккультного или психологического ужаса. В отличие от большинства хардкор-хип-хоп и гангста-рэп исполнителей, хорроркор исполнители часто выдвигают жестокое содержание и образы в своих текстах за пределы реалистичного городского насилия до такой степени, что жестокие тексты становятся ужасными, омерзительными, тревожными или слэшерными или сплэттерными. В то время как преувеличенное насилие и сверхъестественное обычны в хорроркоре, этот жанр также часто представляет более реалистичные, но все же тревожные изображения психических заболеваний и злоупотребления наркотиками. Некоторые хорроркор исполнители избегают сверхъестественных тем или преувеличенного насилия в пользу более тонких и мрачных психологических хоррор образов и текстов.
Жанр вызвал споры, поскольку некоторые представители правоохранительного сообщества утверждают, что этот жанр провоцирует к преступлению, а фанаты и исполнители были обвинены в многочисленных громких случаях преступной деятельности и массовых убийств, включая массовое убийство в школе «Колумбайн», массовое убийство в школе Ред-Лейка, убийства в Фармвилле, убийства сотрудников правоохранительных органов и деятельность банд в США.

## Хип-хоп в кинематографе
Первым фильмом о хип-хопе считается фильм «Дикий стиль» (1983). Это был полупрофессионально снятый фильм о граффити-художнике.
В этом же году вышел и полноценный документальный фильм о граффити — «Войны стилей».
В следующем 1984 году с разницей в месяц вышли такие фильмы как «Брейк-данс» и «Бит-стрит». Несмотря на то, что «Брейк-данс» был несерьёзным музыкальным фильмом он собрал $57 млн в мировом прокате, что сделало его самым финансово успешным фильмом Cannon Films, которые поспешили в этом же году снять вторую часть.
В 1985 году вышел фильм «Краш Грув», который практически полностью состоял из музыкальных номеров.
В 90-е появились такие фильмы как
«Ребята по соседству» (1991),
«Угроза обществу» (1993),
«Страх перед чёрной шляпой» (1993),
«СиБи 4» (1993),
«Пятница» (1995).
Начало 2000-х ознаменовалось появлением полуавтобиографического фильма «Восьмая миля» (2002) и документального «Тупак: Воскрешение» (2003).
За песню «Lose Yourself» из фильма «Восьмая миля» Эминем получил премию «Оскар».
В 2006 году уже группа Three 6 Mafia получила «Оскар» за музыку к фильму «Суета и движение». В последнее время популярными фильмами по теме хип-хопа по прежнему остаются биографические фильмы: «Разбогатей или сдохни» (2005), «Ноториус» (2009), «Голос улиц» (2015), «2pac: Легенда» (2017), «Роксана Роксана» (2017).

## Величайшие альбомы по версииRolling Stone
В 2022 году американский журнал Rolling Stone опубликовал список 200 величайших, по их мнению, хип-хоп-альбомов всех времён. Места с 1-го по 10-е заняли:
1. The Notorious B.I.G. — Ready to Die (1994)
2. Outkast — Stankonia (2000)
3. Jay-Z — The Blueprint[англ.] (2001)
4. Public Enemy — It Takes a Nation of Millions to Hold Us Back (1988)
5. Кендрик Ламар — To Pimp a Butterfly (2015)
6. Канье Уэст — My Beautiful Dark Twisted Fantasy (2010)
7. Мисси Эллиотт — Miss E… So Addictive[англ.] (2001)
8. Wu-Tang Clan — Enter the Wu-Tang (36 Chambers) (1993)
9. A Tribe Called Quest — The Low End Theory (1991)
10. Лорин Хилл — The Miseducation of Lauryn Hill (1998)